# Mirambeau (Charente-Maritime)
Pour l’article homonyme, voir Mirambeau (Haute-Garonne).
Mirambeau est une commune du Sud-Ouest de la France, située dans le département de la Charente-Maritime (région Nouvelle-Aquitaine). Ses habitants sont appelés les Mirambeaulais et les Mirambeaulaises.
Petite cité établie au pied d'une cuesta ayant formé un site défensif majeur au cours des siècles, cette ancienne place forte, baronnie puis marquisat sous l'ancien régime, est désormais un des pôles d'équilibre du canton de Pons et un pôle commercial et artisanal actif. « Porte d'entrée » du Bordelais, elle est desservie par plusieurs voies de communications importantes, dont l'autoroute A10, qui la placent à moins d'une heure de Bordeaux, Saintes ou Royan.
Centre économique modeste mais non négligeable au regard du caractère essentiellement rural de la Haute-Saintonge, Mirambeau concentre commerces, supermarchés et entreprises diverses, au sein d'une zone d'activité qui contribue à l'attractivité de la ville. Mirambeau est également dotée d'infrastructures adaptées dans les domaines de l'éducation (collège Didier-Daurat), de la culture (bibliothèque, centre culturel en cours d'aménagement) et de la santé.
Jouant de plus en plus la carte du tourisme, la commune bénéficie de sa situation, au cœur des vignobles de Cognac, à proximité immédiate de ceux du Bordelais, et non loin des stations balnéaires de la côte de Beauté.
Mirambeau appartient à la communauté de communes de la Haute-Saintonge, structure intercommunale regroupant 57 043 habitants en 2006.

## Géographie

### Localisation
« Fabienne, par la portière, contemplait et trouvait belle cette Saintonge mollement vallonnée, parsemée de bois et de vignes, parmi d'immenses déroulements de pâturages et de blés. Il faisait très chaud. Une lumière violente baignait le paysage... »

— Maxence Van der Meersch, Corps et âmes —
Localisée dans la partie occidentale du Pays de Haute-Saintonge, à l'extrémité sud-ouest du département de la Charente-Maritime et au contact du département de la Gironde, Mirambeau jouit d'une situation privilégiée, étant à la fois proche de villes moyennes bien équipées (Saintes, Royan, Cognac…) concentrant administrations, services et zones commerciales, et d'un réseau de nombreuses petites villes-relais plus modestes, qui émaillent le territoire (Jonzac, Montendre, Saint-Genis-de-Saintonge, Saint-Ciers-sur-Gironde, Blaye…). Appartenant au midi atlantique, la ville peut être rattachée à deux grands ensembles géographiques, le Grand Ouest français et le Grand Sud-Ouest français. Véritable porte du Bordelais, elle bénéficie de la proximité de la grande métropole régionale, Bordeaux, dont le rayonnement urbain est particulièrement prégnant, ce d'autant plus que la mise en service de l'autoroute A10 en 1981 a contribué à raccourcir sensiblement la durée des trajets entre le sud de la Charente-Maritime et les communes de l'agglomération bordelaise. Elle est, en revanche, assez éloignée de la préfecture départementale, La Rochelle, qui n'exerce sur ces « confins » saintongeais qu'une influence assez marginale.

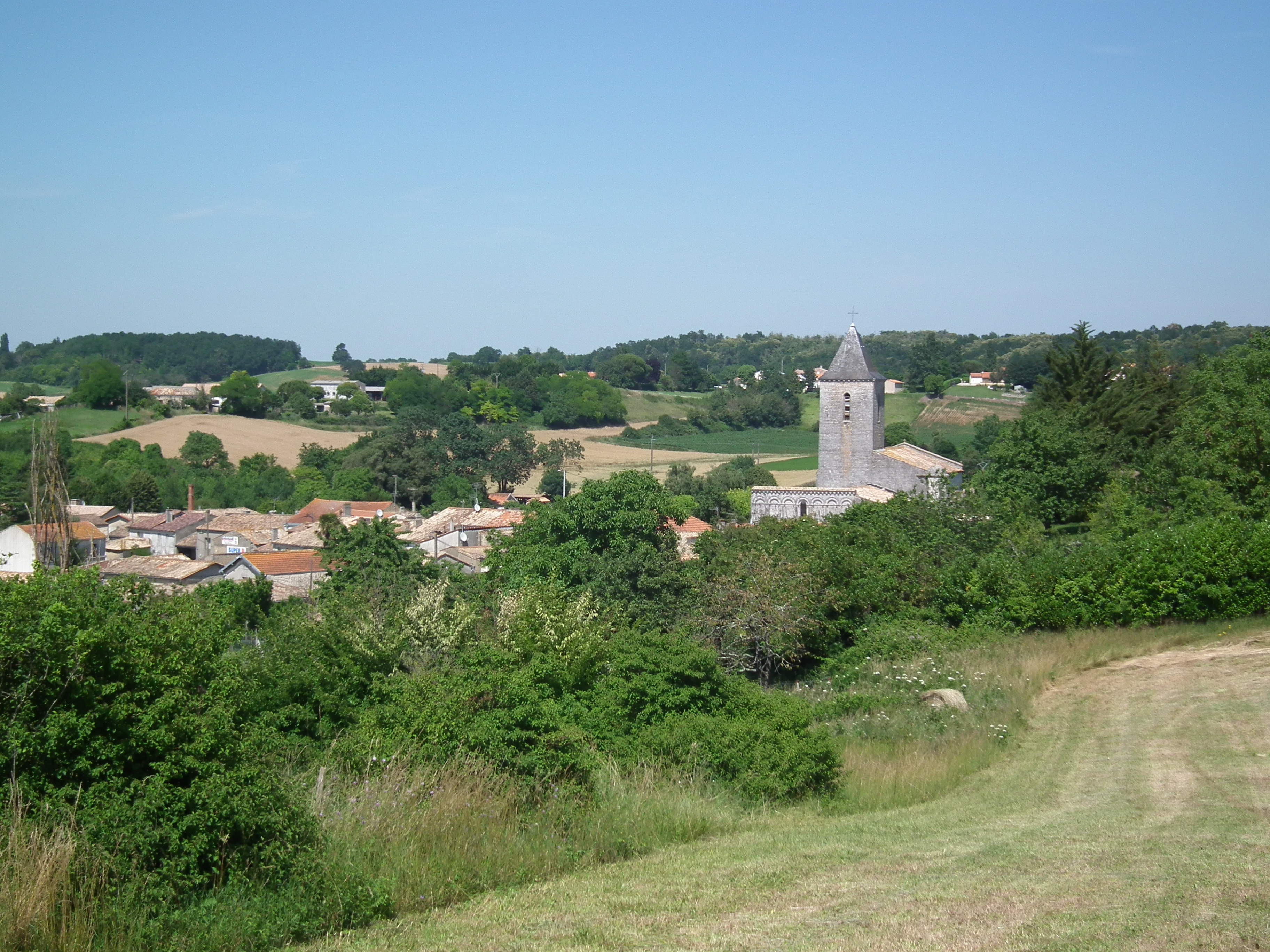
Paysage vallonné à Petit-Niort.

La commune se situe dans le canton de Pons, territoire marqué par la ruralité dont elle est une des principales agglomérations derrière Pons et devant Saint-Genis-de-Saintonge, et à l'arrondissement de Jonzac, petite ville distante d'à peine quinze kilomètres et qui, en dépit d'une population assez réduite, fait mine de véritable capitale du Sud-Saintonge. Elle est à environ vingt-cinq kilomètres de son chef-lieu, Pons, à 50 kilomètres de Saintes, principal pôle économique de la Saintonge, à 45 kilomètres de Royan, pôle économique et touristique important, à 75 kilomètres de Bordeaux et à 115 kilomètres de La Rochelle, à l'extrémité septentrionale du département.
Mirambeau est au cœur d'une région de « champagnes » calcaires, caractérisée par une succession de collines moyennement accentuées qui préfigurent les hauteurs de la Saintonge boisée — région des « Trois Monts » (Montendre, Montguyon, Montlieu). Le caractère agricole de cette partie du département est particulièrement marqué, et aux vignobles qui s'épanouissent sur les coteaux les mieux exposés répondent les champs de céréales, dont les vagues ambrées s'étendent parfois sur de grandes superficies. De fait, en termes d'occupation des sols, on estime que 78 % du territoire communal est composé de terrains à vocation agricole.
Les vignes du Mirambeaulais appartiennent au vignoble de Cognac et sont classées dans les Fins Bois; elles servent à produire principalement trois types de produits : le cognac, le pineau des Charentes et le vin de pays charentais.
Les parties orientales et méridionales du territoire communal apparaissent comme plus boisées. De petits massifs occupent les hauteurs des Génétauds et de La Vallière ; près de Petit-Niort, le bois des Châtenets, le massif des Grands Bois et celui des Bois Ronds s'accrochent au relief, dernier reliquat d'une forêt bien plus grande qui couvrait la région il y a de cela plusieurs siècles, et dont la toponymie locale a gardé la mémoire (voir par exemple la commune mitoyenne de Pleine-Selve, dont le nom signifie « pleine forêt »). Au total, la commune conserve 558 hectares de forêt privée, soit 21 % du territoire communal.
De modestes cours d'eau irriguent le plateau : ce sont, par exemple, le Petit Rhône, qui prend sa source un peu à l'est de Pechèvre et se jette dans le Ferrat à hauteur du hameau de Coucou, le ruisseau de Font-Bouillon, qui marque la limite administrative avec la commune de Nieul-le-Virouil, le Tarnac, avec celle d'Allas-Bocage, ou le ruisseau de Fanioux, avec celle de Soubran.

### Géologie
D'un point de vue géologique, la commune est au point de jonction entre les terrains crétacé du plateau saintongeais, et les terrains éocène, plus récents, qui caractérisent les confins septentrionaux du Bordelais (Blayais). Le château et le quartier de la Ville, mais aussi le bourg de Petit-Niort sont sur le front d'une cuesta formée au crétacé, et plus spécifiquement à l'étage stratigraphique campanien, formant un site défensif majeur commandant toute la région, âprement convoité au cours des siècles.

### Axes de communication
Depuis 1981, la commune est desservie par l'autoroute A10 — « L'Aquitaine » — qui permet de rejoindre rapidement les principales agglomérations de la région : Bordeaux au sud, Saintes, Niort et Poitiers au nord, et au-delà, Paris. L'échangeur de Mirambeau (sortie n°37) a été mis en place à quelques kilomètres du centre-ville, à proximité du hameau du Plantis, sur la commune de Saint-Martial-de-Mirambeau.
La commune est en outre traversée par plusieurs autres voies de communication importantes. La D730 appartient au réseau des routes départementales de première catégorie (fréquentation importante : plus de 3 000 véhicules par jour). Cet axe majeur irrigue toute la partie méridionale du département, depuis Royan jusqu'à Montpon-Ménestérol, en Dordogne.
Traversant la commune selon un axe nord/sud, la D 137, également une route de première catégorie supportant un trafic important, permet de rejoindre, au nord, les communes de Plassac, Saint-Genis-de-Saintonge, Pons et Saintes, et au sud, celles de Pleine-Selve, Étauliers, Blaye et Bordeaux.
Un réseau de routes secondaires et de chemins vicinaux quadrille le territoire communal, permettant de désenclaver les différents hameaux et lieux-dits, mais aussi de rejoindre les communes voisines de Nieul-le-Virouil et d'Allas-Bocage.
La commune est une des étapes d'un sentier de grande randonnée balisé, le GR 360.

### Communes limitrophes
| Saint-Dizant-du-Bois       | Nieul-le-Virouil       | Allas-Bocage |
| Saint-Martial-de-Mirambeau | Mirambeau              | Soubran      |
| Saint-Bonnet-sur-Gironde   | Pleine-Selve (Gironde) | Boisredon    |

### Environnement

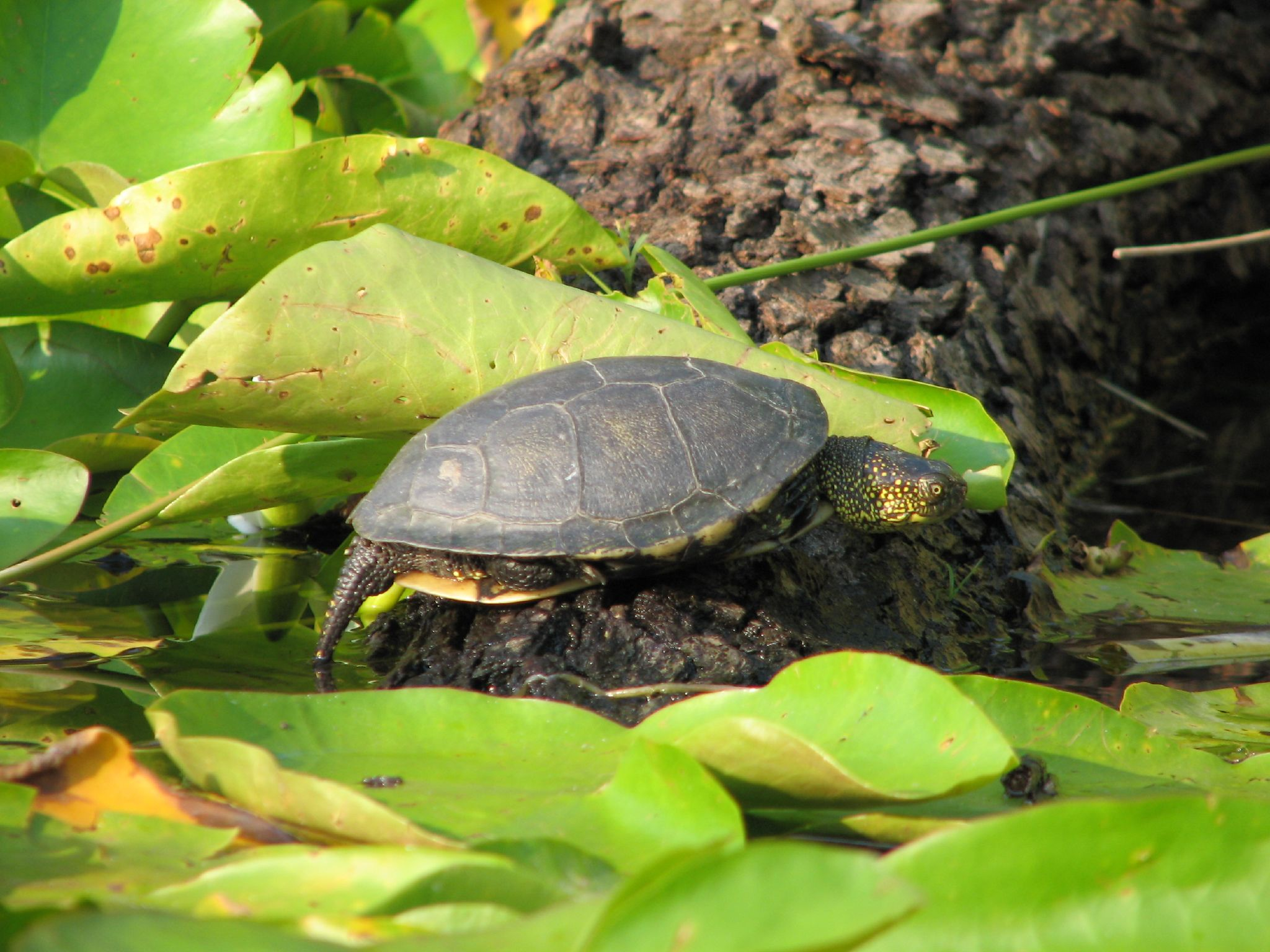
La cistude (emys orbicularis) est présente dans les cours d'eau de la région.

Une petite fraction du territoire communal est intégrée à une zone protégée en raison de la richesse de son écosystème (prairies semi-naturelles humides, pelouses sèches, garrigues, forêts caducifoliées…). La préservation de la biodiversité a conduit à intégrer 1 % de la surface communale dans une zone naturelle d'intérêt écologique, faunistique et floristique de classe II (grands espaces naturels riches) baptisée « Haute vallée de la Seugne ». On retrouve, au sein de cet ensemble, le site d'importance communautaire (SIC) de la moyenne vallée de la Charente, Seugnes et Coran. Ces territoires sont protégés dans le cadre du réseau de protection des espaces naturels de grande valeur patrimoniale Natura 2000.
Outre une incontestable richesse botanique, le site accueille quelques espèces animales protégées telles que la tortue cistude (emys orbicularis) ou des insectes comme la rosalie des Alpes (rosalia alpina), le lucane cerf-volant (lucanus cervus) ou le gomphe de Graslin (gomphus graslinii). Ces habitats sont protégés par la directive habitats-faune-flore.

### Climat
Le climat est de type océanique aquitain : la pluviométrie est relativement élevée en automne et en hiver et les hivers sont doux. L'été reste tempéré grâce à la brise marine. Deux vents venant de l'océan, le noroît et le suroît, soufflent sur les côtes du département. L'ensoleillement de la côte charentaise est très important : avec 2 250 heures par an, il est comparable à celui que connaît une partie de la côte méditerranéenne.
Les relevés de la station météorologique de La Rochelle entre 1946 et 2000 permettent de déterminer quelques dates majeures au point de vue climatique en Charente-Maritime : ainsi, au cours de cette période, la température la plus froide est relevée le 15 février 1956 : −13,6 °C.
Un pic de température (dépassé seulement au cours de la canicule de 2003) est atteint le 8 juillet 1982 avec près de 39 °C à l'ombre.
Si 1953 est considérée comme l'année la plus sèche, 2000 est au contraire la plus pluvieuse.
À Bordeaux, géographiquement bien plus proche, les températures moyennes relevées sont de 6,4 °C en janvier et de 20,9 °C en août, avec une moyenne annuelle de 13,3 °C. Les records de chaleur enregistrés sont de 41,9 °C le 16 août 1892 et les records de froid de −16,4 °C le 16 janvier 1985. Le département de la Gironde connaît en moyenne 15 à 20 jours en été où les températures dépassent les 30 °C. Des températures extrêmes peuvent aussi être observées comme lors de l'été 2003 où la température a atteint 41 °C. Ce même été, il y a eu douze jours consécutifs où les maximales ont atteint ou dépassé 35 °C.
Charente-Maritime et Gironde ont cependant connu des hivers très froids en 1956, 1985, 1987 et 2012.
La région a été durement affectée par la tempête Martin du 27 décembre 1999. Les records nationaux de vitesse du vent sont atteints avec 198 km/h au nord de l'île d'Oléron (station de la pointe de Chassiron). Des pointes à 194 km/h sont relevées à Royan.
Un an après le passage de la tempête Klaus (janvier 2009), la commune est touchée par la tempête Xynthia (février 2010). Si de violentes bourrasques sont relevées sur la commune, le territoire ne souffre que quelques dégâts matériels (chutes d'arbres, de poteaux électriques, etc.).
La station météorologique de Météo-France installée sur la commune et en service de 1958 à 2021 permet de connaître en continu l'évolution des indicateurs météorologiques. Le tableau détaillé pour la période 1981-2010 est présenté ci-après.
| Mois                                  | jan.             | fév.             | mars             | avril           | mai             | juin          | jui.            | août            | sep.           | oct.            | nov.            | déc.            | année      |
| ------------------------------------- | ---------------- | ---------------- | ---------------- | --------------- | --------------- | ------------- | --------------- | --------------- | -------------- | --------------- | --------------- | --------------- | ---------- |
| Température minimale moyenne (°C)     | 2,8              | 3                | 4,8              | 6,5             | 10,4            | 13            | 15,2            | 15              | 12,6           | 10              | 5,6             | 3,7             | 8,6        |
| Température moyenne (°C)              | 6,2              | 7,1              | 9,7              | 11,6            | 15,9            | 18,6          | 21,1            | 21,2            | 18,2           | 14,5            | 9,4             | 7               | 13,4       |
| Température maximale moyenne (°C)     | 9,6              | 11,1             | 14,6             | 16,8            | 21,4            | 24,2          | 27,1            | 27,4            | 23,9           | 19,1            | 13,2            | 10,2            | 18,3       |
| Record de froid (°C) date du record   | −15,4 15.01.1985 | −13,8 04.02.1963 | −13,5 07.03.1971 | −5 03.04.1970   | −0,3 03.05.1967 | 3 02.06.1975  | 6 11.07.1972    | 5 26.08.1966    | 1,5 04.09.1969 | −2,2 30.10.1997 | −7,1 21.11.1993 | −11 28.12.1962  | −15,4 1985 |
| Record de chaleur (°C) date du record | 19 13.01.1993    | 23 23.02.1990    | 27 30.03.1965    | 29,9 22.04.1984 | 35,6 29.05.01   | 38 27.06.1976 | 39,6 21.07.1990 | 38,5 28.08.1961 | 36 01.09.1962  | 29,5 03.10.1983 | 22,5 06.11.1992 | 20,6 14.12.1989 | 39,6 1990  |
| Précipitations (mm)                   | 91,7             | 68,8             | 67,9             | 81,6            | 70              | 60,6          | 56,7            | 55,7            | 74,2           | 102,7           | 112,6           | 112,6           | 955,1      |

## Urbanisme

### Typologie
Au 1er janvier 2024, Mirambeau est catégorisée commune rurale à habitat dispersé, selon la nouvelle grille communale de densité à 7 niveaux définie par l'Insee en 2022.
Elle est située hors unité urbaine et hors attraction des villes,.

### Occupation des sols
L'occupation des sols de la commune, telle qu'elle ressort de la base de données européenne d’occupation biophysique des sols Corine Land Cover (CLC), est marquée par l'importance des territoires agricoles (76,8 % en 2018), en diminution par rapport à 1990 (78 %). La répartition détaillée en 2018 est la suivante : 
terres arables (42,6 %), zones agricoles hétérogènes (27,9 %), forêts (20,6 %), cultures permanentes (6,3 %), zones urbanisées (2,7 %). L'évolution de l’occupation des sols de la commune et de ses infrastructures peut être observée sur les différentes représentations cartographiques du territoire : la carte de Cassini (XVIIIe siècle), la carte d'état-major (1820-1866) et les cartes ou photos aériennes de l'IGN pour la période actuelle (1950 à aujourd'hui).

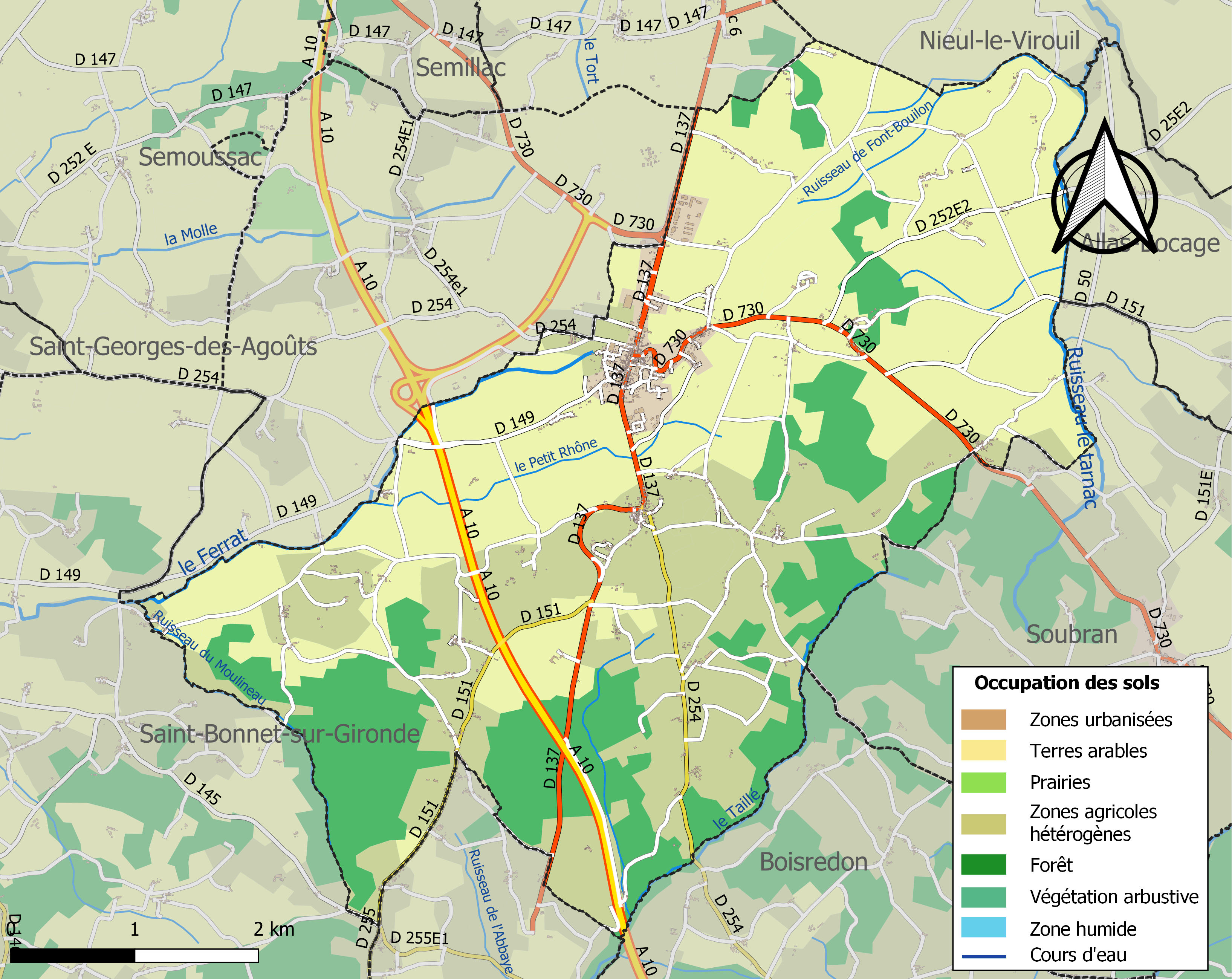
Carte des infrastructures et de l'occupation des sols de la commune en 2018 (CLC).

### Morphologie urbaine
L'essentiel de l'habitat se concentre dans les deux anciens noyaux urbains du « Chemin » (aujourd'hui, le centre-ville) et de la « ville » (sur la hauteur du château, en direction de Montendre). D'anciens hameaux ont été rattrapés par l'urbanisation rapide du site : Pechèvre (autour du collège), Bellevue ou Chez le Chagard en constituent des exemples parmi d'autres. À l'ouest, le quartier de la gare, autour de l'ancienne halte des chemins de fer économiques des Charentes, s'est développé au début du XXe siècle. Enfin, un peu à l'écart, Petit-Niort conserve son identité propre, ses maisons traditionnelles saintongeaises et son église, mais ne dispose plus d'aucun commerce.
Le centre-ville a pour colonne vertébrale l'avenue de la République, qui suit un axe nord/sud et correspond à la RN 137 (route de Bordeaux), la place de la Mairie, où hôtel de ville, monument aux morts et église Notre-Dame-de-l'Assomption sont regroupés, et la place des Tilleuls. L'essentiel des commerces sont établis le long de ces trois axes.
Le centre de Mirambeau conserve quelques maisons anciennes, mais nombre d'immeubles sont des constructions établies sous le Second Empire.

### Logements
Le taux de personnes propriétaires de leur logement est supérieur à la moyenne nationale, soit 59,5 % (moyenne nationale : 55,3 %) ; parallèlement, 29,1 % des habitants de la commune sont locataires (moyenne nationale : 39,8 %). Le taux de personnes logées gratuitement est important : 11,4 % (moyenne nationale : 4,9 %).
Le parc immobilier de la commune est constitué de 884 logements (2008). Ceux-ci sont presque exclusivement des résidences principales (76,9 %), le reste étant partagé entre résidences secondaires (10,5 %) et logements vacants (12,6 %). La quasi-totalité des logements sont des maisons individuelles, lesquelles représentent 89,4 % du parc immobilier (moyenne nationale : 55,3 %). L'habitat est composé de demeures assez vastes, principalement des 5 pièces ou plus, qui constituent 44,1 % du parc immobilier de la commune (moyenne nationale : 31,5 %); suivent les 4 pièces (24,6 %), les 3 pièces (21,3 %), les 2 pièces (8 %) et les studios (2 %).

### Risques majeurs
Le territoire de la commune de Mirambeau est vulnérable à différents aléas naturels : météorologiques (tempête, orage, neige, grand froid, canicule ou sécheresse), inondations, mouvements de terrains et séisme (sismicité faible). Il est également exposé à deux risques technologiques,  le transport de matières dangereuses et le risque nucléaire. Un site publié par le BRGM permet d'évaluer simplement et rapidement les risques d'un bien localisé soit par son adresse soit par le numéro de sa parcelle.

#### Risques naturels
Certaines parties du territoire communal sont susceptibles d’être affectées par le risque d’inondation par débordement de cours d'eau, notamment le ruisseau Tarnac et le Ferrat. La commune a été reconnue en état de catastrophe naturelle au titre des dommages causés par les inondations et coulées de boue survenues en 1982, 1991, 1993, 1999 et 2010,.

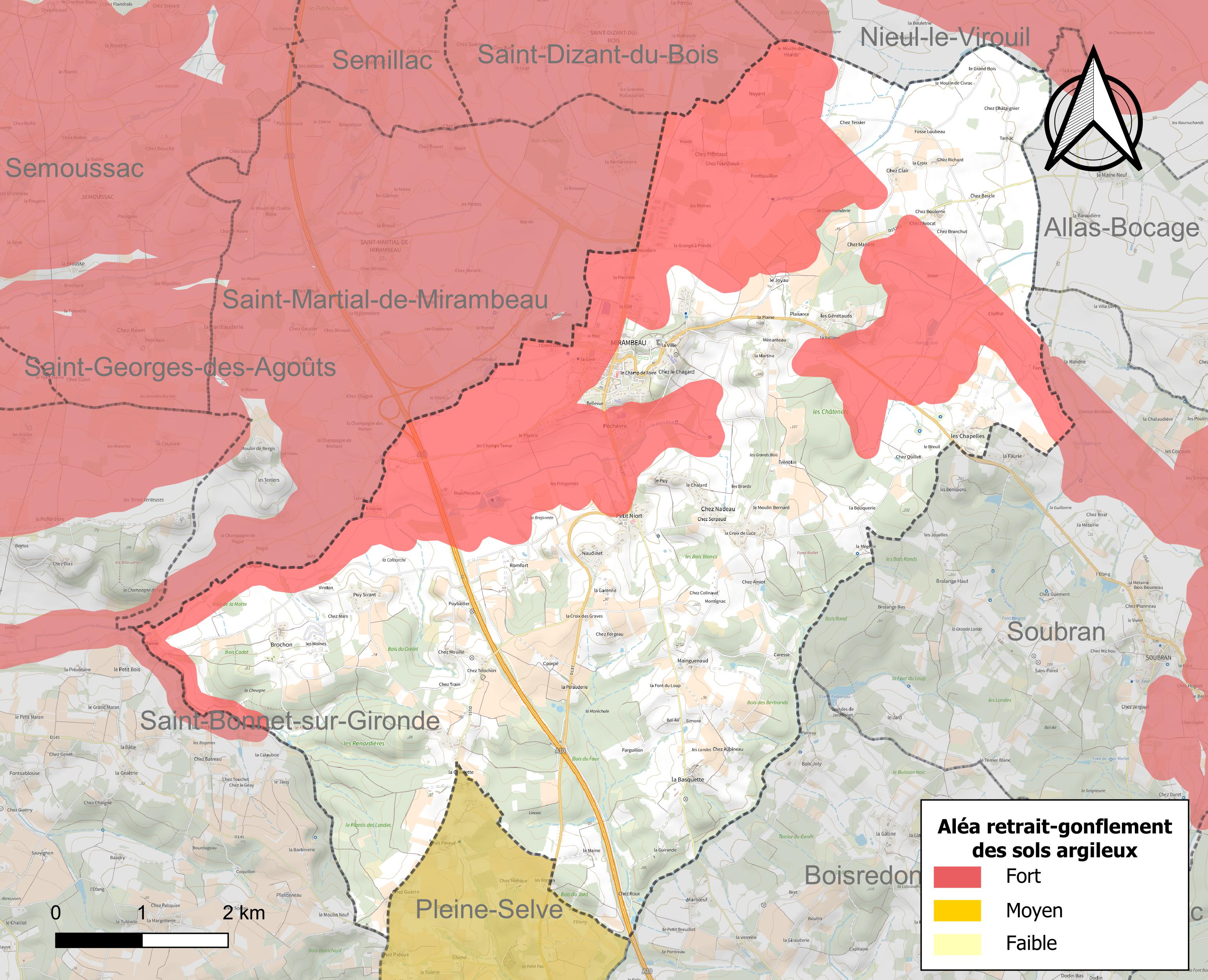
Carte des zones d'aléa retrait-gonflement des sols argileux de Mirambeau.

Les mouvements de terrains susceptibles de se produire sur la commune sont des tassements différentiels.
Le retrait-gonflement des sols argileux est susceptible d'engendrer des dommages importants aux bâtiments en cas d’alternance de périodes de sécheresse et de pluie. 31 % de la superficie communale est en aléa moyen ou fort (54,2 % au niveau départemental et 48,5 % au niveau national). Sur les 897 bâtiments dénombrés sur la commune en 2019,  232 sont en aléa moyen ou fort, soit 26 %, à comparer aux 57 % au niveau départemental et 54 % au niveau national. Une cartographie de l'exposition du territoire national au retrait gonflement des sols argileux est disponible sur le site du BRGM,.
Par ailleurs, afin de mieux appréhender le risque d’affaissement de terrain, l'inventaire national des cavités souterraines permet de localiser celles situées sur la commune.
Concernant les mouvements de terrains, la commune a été reconnue en état de catastrophe naturelle au titre des dommages causés par la sécheresse en 2003 et par des mouvements de terrain en 1999 et 2010.

#### Risques technologiques
Le risque de transport de matières dangereuses sur la commune est lié à sa traversée par une ou des infrastructures routières ou ferroviaires importantes ou la présence d'une canalisation de transport d'hydrocarbures. Un accident se produisant sur de telles infrastructures est susceptible d’avoir des effets graves sur les biens, les personnes ou l'environnement, selon la nature du matériau transporté. Des dispositions d’urbanisme peuvent être préconisées en conséquence.
La commune étant située totalement dans le périmètre du plan particulier d'intervention (PPI) de 20 km autour de la centrale nucléaire du Blayais, elle est exposée au risque nucléaire. En cas d'accident nucléaire, une alerte est donnée par différents médias (sirène, sms, radio, véhicules). Dès l'alerte, les personnes habitant dans le périmètre de 2 km se mettent à l'abri. Les personnes habitant dans le périmètre de 20 km peuvent être amenées, sur ordre du préfet, à évacuer et ingérer des comprimés d’iode stable,,.

## Toponymie
Comme pour Mirambeau (Haute-Garonne), Mirabel (Tarn-et-Garonne) ou Mirabeau (Vaucluse), le nom de la commune est formé à partir de l'impératif occitan « mira » (regarde, admire) et de l'adjectif « bèl » ou « beù » (beau), eux-mêmes dérivés du latin. Mirambeau est donc l'endroit d'où l'on a une « belle vue », ce qui s'explique par la présence d'une cuesta du sommet de laquelle la vue porte fort loin. La ville est désignée sous le nom de Mirabellum, Mirambellum, puis de Mirambel ou de Mirambel-l'Artaud dans une charte de 1083 (du nom du seigneur de l'époque, Artaud de Mirambeau).
En 1380, une charte en latin cite Saint-Martin de Niort (aujourd'hui Petit-Niort) : Beati Martini de Niorto, prope Mirambellum.

## Histoire

### Antiquité
Les environs de Mirambeau gardent des traces d'un habitat précoce, remontant au moins au premier âge du fer : nécropole de Font-Tertaud à Saint-Martial-de-Mirambeau, station des Cheminées à Saint-Sorlin-de-Conac et sites à sel de Saint-Thomas-de-Conac et de Saint-Bonnet-sur-Gironde, en sont autant de témoignages.
Le village de Petit-Niort prend son essor à l'époque romaine, étant situé sur un axe de communication important (voie de Mediolanum Santonum/Saintes à Blavia/Blaye), et sans doute à proximité d'un canal donnant accès à la Gironde. À cette époque, Petit-Niort est au cœur d'une région spécialisée dans la production semi-industrielle de poteries : des vestiges de fours ont été découverts à proximité du village, mais également à Soubran (site de la Grande Lande) et à Nieul-le-Virouil (site de Bois-Robin). Petit-Niort exporte ses poteries, au style caractéristique, dans toute la région.

### Moyen Âge
L'histoire de Mirambeau demeure relativement méconnue au cours des siècles suivant. La paroisse suit les destinées du reste de la Saintonge, est incorporée à plusieurs royaumes aquitains plus ou moins indépendants, puis au duché d'Aquitaine. Le site est sans doute fortifié très tôt, mais on ne trouve de trace écrite d'un château qu'en 1079, dans l'acte de fondation de l'abbaye de La Sauve-Majeure (Guyenne, actuelle Gironde). Il y est fait mention d'un chevalier Artaud de Mirambel. C'est sans doute à peu près à la même époque qu'a lieu l'épisode des « ânes de Mirambeau », version locale des « oies du Capitole » : des assaillants échouent dans leur tentative de prendre le château grâce à des ânes paissant dans les douves, qui donnent l'alerte par de virulents braiements. À la suite de ces événements, une rente est consacrée à l'entretien d'un troupeau de cinquante ânes; celle-ci est convertie quelques siècles plus tard en… rente versée au profit des chanoines de Mirambeau, qui y gagnent le surnom d'« ânes de Mirambeau » !

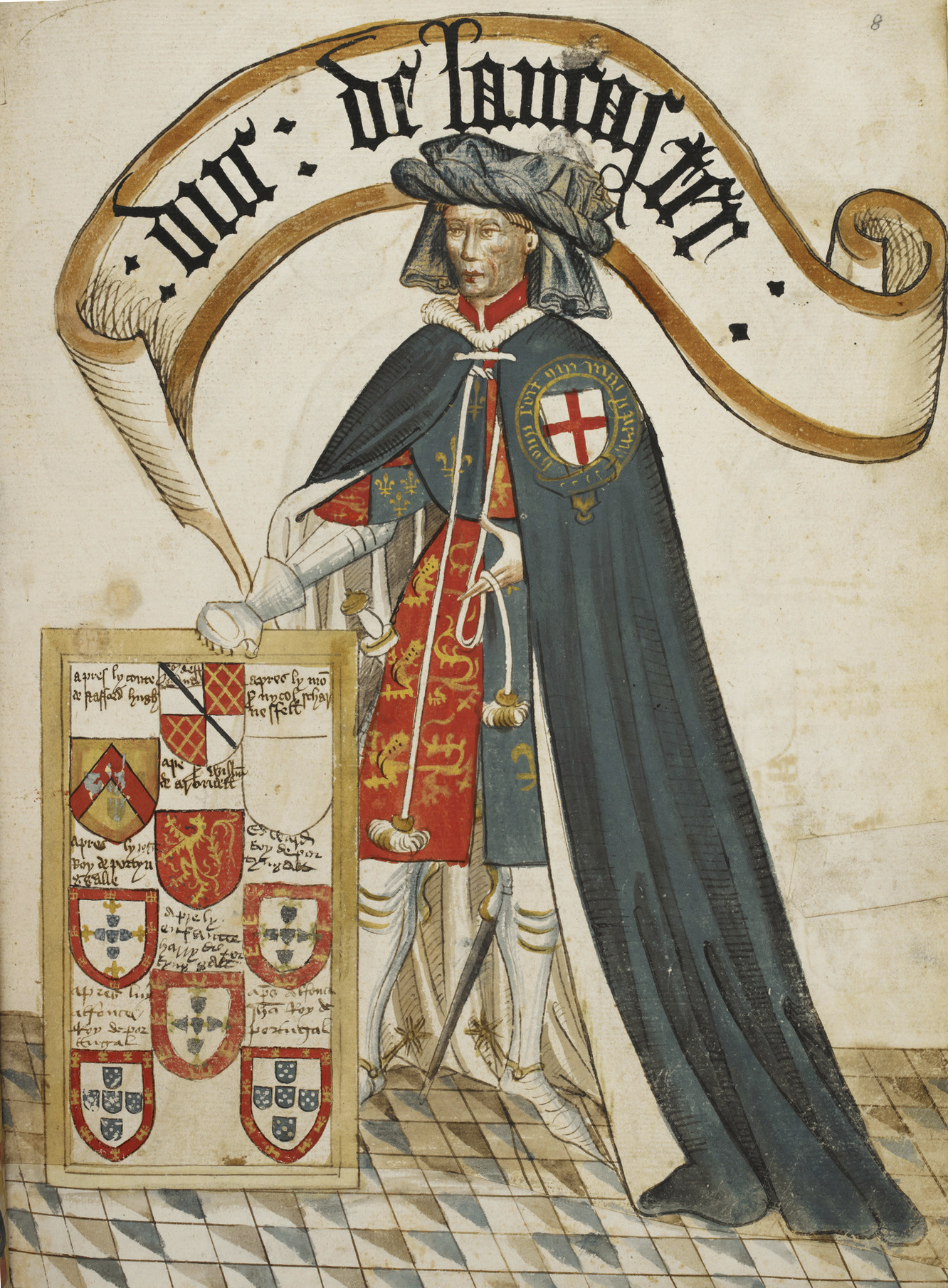
Henry de Grosmont ou de Lancastre, lieutenant du roi-duc Édouard III en Aquitaine, prend Mirambeau au cours de sa « chevauchée » de 1346.

Lorsque la duchesse Aliénor d'Aquitaine et le roi de France Louis VII se séparent, et qu'Aliénor se remarie avec Henri Plantagenêt, futur roi d'Angleterre (1152), la région passe sous influence anglaise. Mirambeau devient une place forte convoitée; ses seigneurs prennent parfois de grandes libertés avec le pouvoir aquitain, et dès 1291, le roi-duc Édouard Ier rappelle à l'ordre Guilhem de Cheyning, maître du château.
Au moment de la Guerre de Cent Ans, Mirambeau passe successivement d'un parti à un autre, suivant les intérêts de ses seigneurs. Passé aux Français, le château est assiégé et repris par les armées de Henry de Grosmont, comte de Derby, au cours de sa furieuse « chevauchée » de 1346. Dans ses chroniques, Froissart rapporte l'événement de la façon suivante : le comte de Derby « assembla douze cents hommes d'armes, deux mille archers et trois mille piétons. Si passèrent toutes les gens d'armes et leur route, la rivière de Garonne entre Bordeaux et Blaye. Puis prindrent le chemin de Xainctonge et vindrent à Mirabel, si prindrent la ville d'assaut et le chastel et y meirent gens de pour eux ».
Plus de trente ans plus tard, la cité est de nouveau aux mains des Français, et est une des nombreuses « marches » entre une Saintonge plus ou moins bien contrôlée par ces derniers, et une Guyenne fidèle aux Anglais. Dans une charte datée du 31 juillet 1380, l'évêque de Saintes Bernard (favorable au parti français) écrit à propos de la paroisse de Petit-Niort qu'elle est « in fronteria inimicorum et confinis et partibus ubi magis consueverunt regnare guarsiones et pilhardi et gentes inordinate (…) » — « à la frontière des ennemis et aux confins des régions où règnent d'ordinaire les pillards et les bandits ».
En 1415, la seigneurie de Mirambeau échoit à Jean II Harpedanne, chambellan du roi de France et sénéchal de Saintonge, déjà maître des seigneuries de Cosnac et de Montendre. À cette époque, Mirambeau est une des principales agglomérations du sud de la Saintonge. La cité s'organise autour de deux pôles : « La ville », dite aussi « Saint-Sébastien », en hauteur, autour du château, de sa chapelle Sainte-Marie et de l'église paroissiale Saint-Sébastien (aujourd'hui détruite, mais matérialisée par une croix de pierre), et « Le chemin », au bas de la colline, autour du prieuré Notre-Dame et d'un hospice de pèlerins de Saint-Jacques-de-Compostelle. Au fil du temps, « Le chemin » prend le pas sur « La ville »; c'est aujourd'hui cet ancien faubourg qui est le centre-ville de Mirambeau. Un peu à l'écart, les Templiers ont érigé deux siècles auparavant une commanderie et un oratoire, la chapelle de Civrac. Petit-Niort constitue une paroisse distincte, à peu de distance, sur la route de Blaye. Sur le chemin de Saint-Jacques-de-Compostelle, son église prieurale est une étape entre Notre-Dame-du-Chemin (Mirambeau) et l'abbaye Notre-Dame de Pleine-Selve, toutes deux aux mains des Prémontrés.
Sur un plan politique et militaire, la démence qui frappe le roi de France Charles VI a tôt fait de raviver une guerre qui, en dépit de trêves épisodiques, n'a jamais vraiment cessé. La France tout entière sombre dans le chaos et se divise en deux factions antagonistes : les Armagnacs et les Bourguignons (voir l’article Guerre civile entre Armagnacs et Bourguignons). Dans la région, des batailles sporadiques opposent partisans des deux camps, tandis que les campagnes sont ravagées par des « Écorcheurs » qui commettent les pires excès : viols et meurtres sont monnaie courante. Ces pratiques sont parfois cautionnées — quand elles ne sont pas encouragées — par des personnages de haut rang. Olivier de Harpedanne, seigneur de Mirambeau, ne déroge pas à la règle, entretenant des gens de guerre qui s'en prennent à la population. « Il a tenu plusieurs gens de guerre en la dicte ville de Mirambeau, laquelle est en la frontiere de nosdiz ennemys et adversaires les Anglois et une des villes et places de nostre obeïssance plus prouchaine de la ville de Bourdeaux. Durant lequel temps qu'il a tenu gens d'armes et qu'il s'est armé, les dictes gens de guerre qu'il a tenuz avecques lui ont fait plusieurs courses, destrousses et pilleries sur noz subgiez, pillé, robé et destroussé gens d'eglise, nobles, marchans et autres de divers estaz (…). ». En 1445, alors que la Guerre de Cent Ans est proche de son terme (Montguyon puis Bordeaux tombent en 1451, et la bataille de Castillon sonne le glas du pouvoir anglo-aquitain en 1453), il sollicite le pardon du roi, qu'il obtient par une lettre d'abolition.
L'état du clergé n'est, d'une manière générale, guère plus reluisant. Abus en tous genre, mais aussi un manque d'instruction flagrant fragilisent son image, portant en germe une réforme « protestante » prônant le retour aux « vraies valeurs de l'évangile ». Un prêtre officiant à Mirambeau à la fin du XVe siècle, Jean Levesque, est dépeint sans complaisance par un contemporain : « C'est le plus grand asne de tout le pays, sans entendement, qui ne scet lire ni escripre, non pas son nom ne signer, ny ne scet messe de requiem; encores la scet (…) par force de routine et de la dire, car autrement il n'en dict (…) ».

### Époque moderne
Au cours des années qui s'ensuivent, le protestantisme fait des progrès fulgurants dans la région, notamment dans la bourgeoisie et la noblesse. Jacques de Pons, baron de Mirambeau, se convertit à la foi réformée, mais épargne à sa châtellenie les poussées iconoclastes qui sévissent non loin de là, dans la seigneurie de Montendre. Lorsque éclatent les Guerres de Religion, Mirambeau devient une place forte huguenote redoutée et redoutable. En 1570, le château est pris et « réduit par le feu »; sept ans plus tard, la situation se renouvelle. Presque entièrement ruiné, il est relevé par Arnaud d'Escodéca de Boisse à partir de 1617.
Le 16 octobre 1650, le roi Louis XIV, qui revient de Bordeaux dont il a fait le siège après les événements de l'Ormée, s'arrête à Mirambeau et y passe la nuit. Le 28 décembre 1700, c'est au tour de Philippe V, petit-fils de Louis XIV, parti prendre la succession de son grand-oncle Charles II d'Espagne, de traverser la paroisse, par un temps exécrable. Les lettres inédites rédigées par Duché de Vancy donnent quelques précisions sur cette étape : « Ce lieu est pauvre et misérable ; il n’a cessé d’y pleuvoir. Le roi d’Espagne et les Princes sont logés au cabaret, au milieu du village. Il y a un étang d’eau et de boue devant leur porte, au milieu duquel il faut passer pour se rendre chez eux (…) En partant mardi de Mirambeau, nous passâmes au Petit-Niort, où le Roi et les Princes entendirent la messe. Entre ces deux endroits, le carrosse du comte d’Agen prit la peine de verser et de se casser les glaces. »
Le 18 octobre 1685, par l'édit de Fontainebleau, Louis XIV révoque l'édit de Nantes accordé par son grand-père. Les fidèles de la R.P.R (religion prétendue réformée) sont priés de rejoindre le giron de l'église catholique romaine, de gré ou de force (tracasseries administratives et fiscales, répression et « dragonnades » ont pour but de convaincre les plus récalcitrants, qui choisissent souvent l'exil ou la clandestinité). Un couvent de pères Récollets est implanté à Mirambeau en 1715 afin de développer l'instruction religieuse et de dire la messe; en réalité, le but est avant tout de contrer les idées réformées, et d'éviter aux « Nouveaux Convertis » de revenir à leurs « erreurs ».

### Époque contemporaine

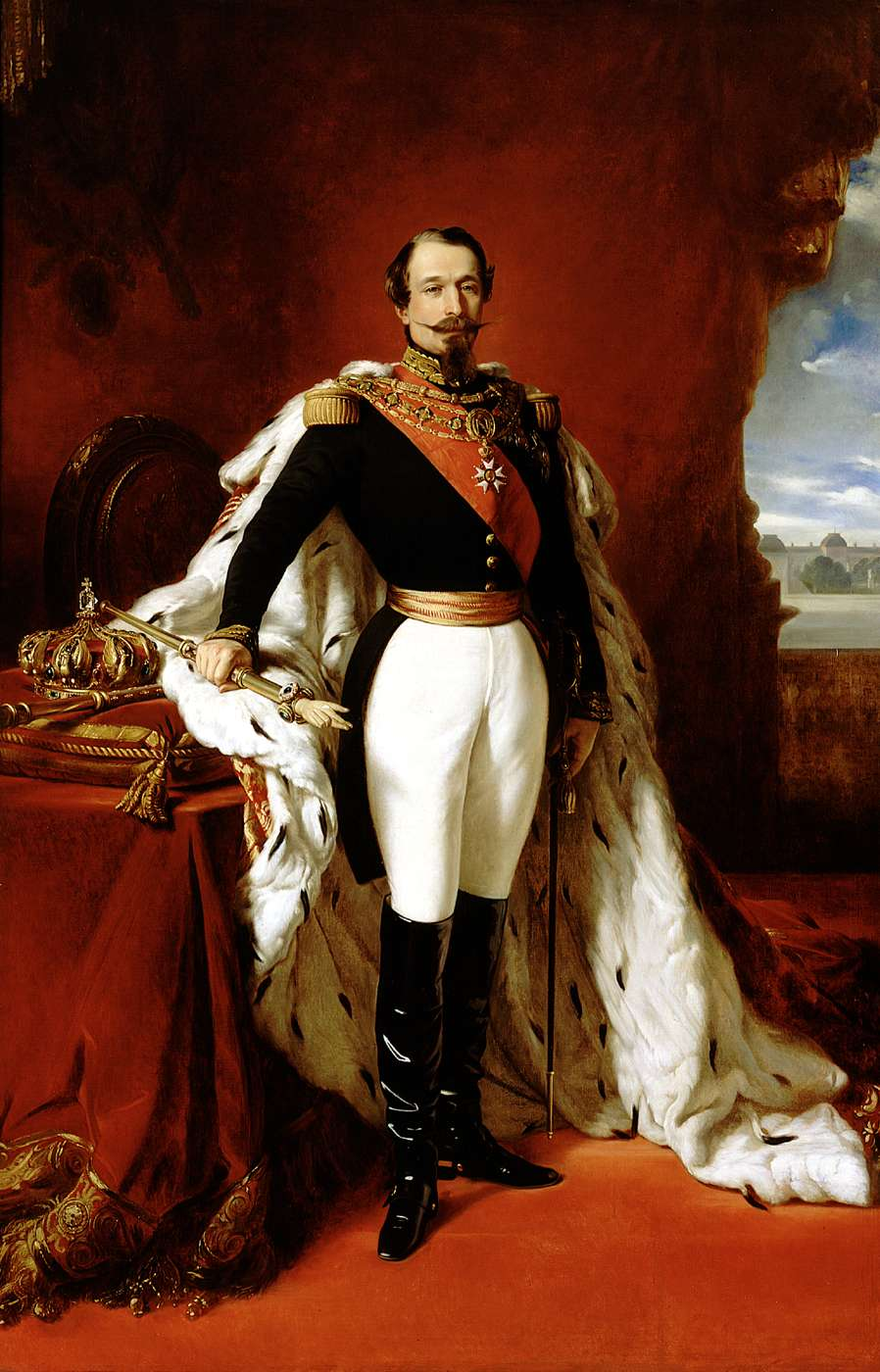
L'empereur visite la ville le 27 juillet 1860.

Mirambeau traverse la période révolutionnaire sans grand fracas, évitant les excès qui caractérisent nombre de paroisses environnantes (Saint-Thomas-de-Conac, Saint-Bonnet…). Quelques extrémistes forment bien le projet de mettre le feu au château et à l'église le 30 avril 1790, mais la raison prend le dessus et les esprits finissent par s'apaiser. Lorsque la République est proclamée le 22 septembre 1792 — 1er vendémiaire an I — une célébration a lieu dans l'église, en présence des notables et de l'administration municipale. Tous jurent de s'opposer au rétablissement de la royauté.
En 1813, le comte Charles Jacques Nicolas Duchâtel achète le château, qu'il fait modifier en profondeur. La famille Duchâtel contribue, par de généreuses donations, à la modernisation de la ville, qui bénéficie en outre de la période faste qu'est pour la région le Second Empire (la signature d'accords commerciaux favorise les producteurs de cognac). Une église moderne est construite à partir de 1856, et est presque achevée lorsque l'empereur Napoléon III visite la cité, le 27 juillet 1860. Un hôtel de ville monumental est érigé (1875), les rues sont baptisées (1877), et sont nettoyées afin de lutter contre les fréquentes épidémies de choléra (1884). La ville est raccordée à un réseau de chemin de fer à voie étroite (chemins de fer économiques des Charentes), et la gare des Sept Fonts est construite (1895). Le télégraphe est mis en place, une société de secours mutuel est instituée et une gendarmerie est construite (1900). Le téléphone est mis en place peu après (1902). En 1916, l'héritier des Duchâtel fait don du château à l'état, afin qu'il serve de maison de convalescence aux « Poilus » blessés.
Mirambeau traverse le XXe siècle sans encombre, si ce n'est la tragédie de l'occupation allemande pendant la Seconde Guerre mondiale. Connectée au réseau autoroutier à partir de 1981 (inauguration de l'A10), la ville fait la une de l'actualité le 10 novembre 1993, du fait d'un triple carambolage sur l'autoroute, faisant 15 morts et 49 blessés. Après avoir longtemps souffert d'un déclin démographique, elle inverse cette tendance à partir de 1990, et investit pour l'avenir avec la mise en place d'une zone artisanale de plus de 80 000 mètres carrés.

## Politique et administration

### Tendances politiques et résultats

#### Résultats du second tour des élections présidentielles de2007et2012
- élection présidentielle de 2012 : 53,42 % pour François Hollande (PS), 46,58 % pour Nicolas Sarkozy (UMP). Participation : 81,50 %[43].
- élection présidentielle de 2007 : 51,18 % pour Nicolas Sarkozy (UMP), 48,82 % pour Ségolène Royal (PS). Participation : 85,61 %[44].

#### Résultats des élections législatives de2007et2002
- élections législatives de 2007 : 47,12 % pour Dominique Bussereau (UMP), 24,11 % pour Régine Joly (PS), 9,18 % pour Céline Alleaume (UDF-Mouvement démocrate). Participation : 60,27 %[45].
- élections législatives de 2002 : 61,39 % pour Dominique Bussereau (UMP), 38,61 % pour Philippe Callaud (PRG). Participation : 60,75 %[46].

#### Résultats des élections régionales de2010et2004
- élections régionales de 2010 : 55,89 % pour Ségolène Royal (PS, 44,11 % pour Dominique Bussereau (UMP). Participation : 54,97 %[47].
- élections régionales de 2004 : 48,34 % pour Ségolène Royal (PS), 34,67 % pour Élizabeth Morin (UMP), 16,99 % pour Jean-Romée Charbonneau (FN). Participation : 68,58 %[48].

### Administration municipale
De 1789 à 1799, en vertu de la loi du 14 décembre 1789, les agents municipaux (maires) sont élus au suffrage direct pour 2 ans et rééligibles, par les citoyens actifs de la commune âgés d'au moins 25 ans, contribuables payant une contribution au moins égale à 3 journées de travail dans la commune. Sont éligibles ceux qui paient un impôt équivalent au moins à dix journées de travail.

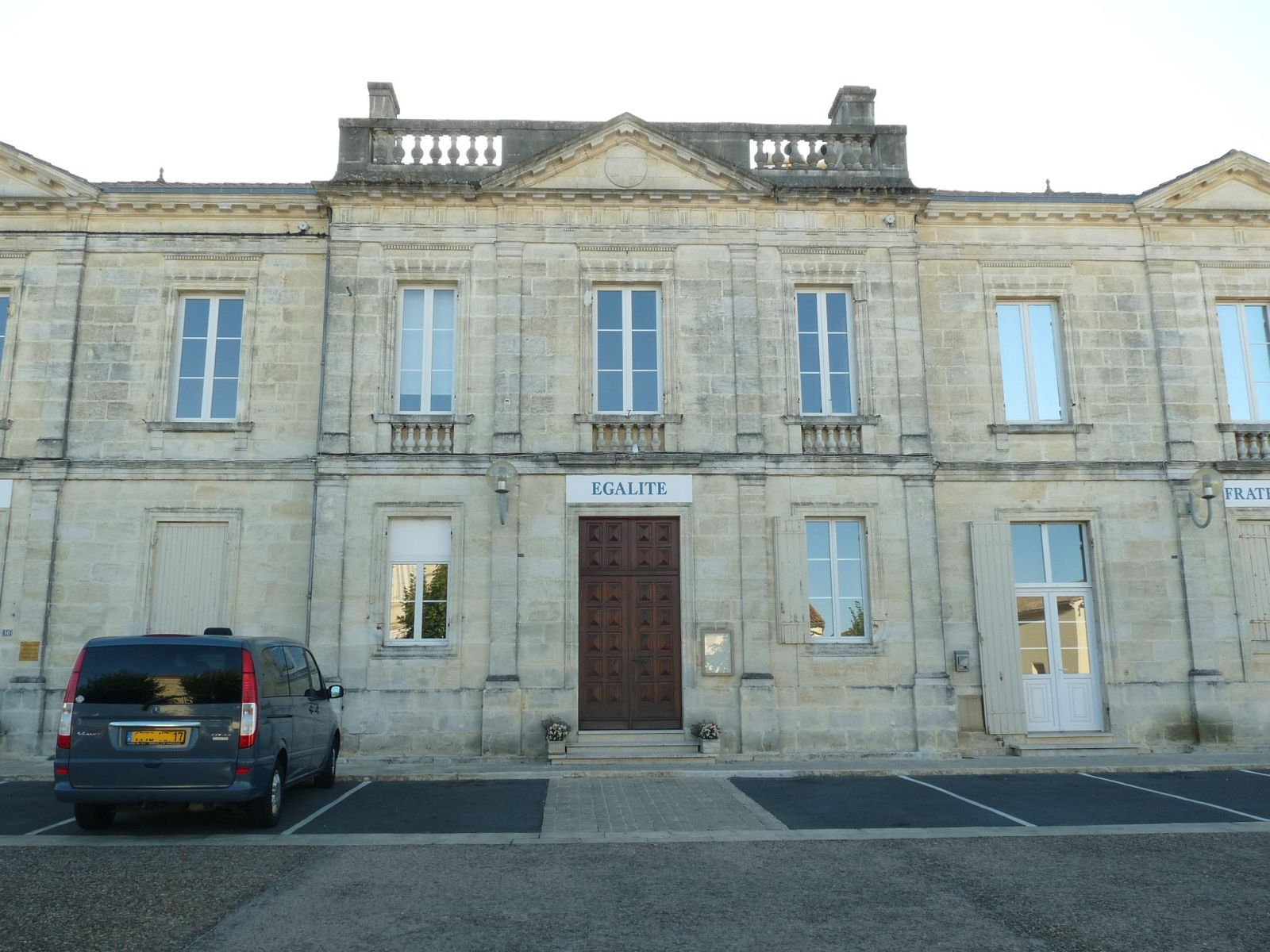
L'hôtel de ville est une réalisation néo-classique datant de la fin du XIXe siècle.

De 1799 à 1848, La constitution du 22 frimaire an VIII (13 décembre 1799) revient sur l’élection du maire, les maires sont nommés par le préfet pour les communes de moins de 5 000 habitants. La Restauration instaure la nomination des maires et des conseillers municipaux. Après les lois organiques 1831, les maires sont nommés (par le roi pour les communes de plus de 3 000 habitants, par le préfet pour les plus petites), mais les conseillers municipaux sont élus au suffrage censitaire pour six ans.
Du 3 juillet 1848 à 1851, les maires sont élus par le conseil municipal pour les communes de moins de 6 000 habitants.
De 1851 à 1871, les maires sont nommés par le préfet, pour les communes de moins de 3 000 habitants et pour 5 ans à partir de 1855. Après 1871, les maires sont de nouveau élus, sauf dans les chefs-lieux (de départements, d'arrondissements ou de cantons).
Ce n'est que le 28 mars 1882, qu'une loi sur l’organisation municipale (encore en vigueur) est votée, et qui régit le principe de l'élection du maire et des adjoints par le conseil municipal, quelle que soit l'importance de la commune (sauf pour Paris). La loi du 5 avril 1884 fixe le mandat à quatre ans, durée portée le 10 avril 1929 à six ans.
La commune ayant moins de 3 500 habitants l'élection des conseillers municipaux est au scrutin majoritaire plurinominal à deux tours, avec panachage : 
- au premier tour, des candidats sont élus s'ils ont obtenu la majorité absolue et le vote d'au moins le quart des électeurs inscrits[51] ;
- au second tour, la majorité relative suffit. Les listes ne sont pas obligatoires. Les suffrages sont comptabilisés individuellement, et le panachage est autorisé.

De par sa taille, la commune dispose d'un conseil municipal de 19 membres (article L2121-2 du Code général des collectivités territoriales). Lors du scrutin de 2008, Sylvie Rodeau est élue conseillère municipale au second tour et prend les fonctions de maire. Le taux de participation a été de 76,67 % au premier tour et de 76,21 % au second.

### Liste des maires
| Période                                  | Période  | Identité       | Étiquette | Qualité                     |
| ---------------------------------------- | -------- | -------------- | --------- | --------------------------- |
| 1989                                     | 1995     | Michel Rigou   | PRG       | Sénateur                    |
| 1995                                     | 2001     | Jacques Huleux | DVD       | Notaire                     |
| 2001                                     | 2008     | Maurice Marzal | NC        | Vétérinaire                 |
| 2008                                     | En cours | Sylvie Rodeau  | DVD       | Retraitée Fonction publique |
| Les données manquantes sont à compléter. |          |                |           |                             |

### Région
À la suite de la réforme administrative de 2014 ramenant le nombre de régions de France métropolitaine de 22 à 13, la commune appartient depuis le 1er janvier 2016 à la région Nouvelle-Aquitaine, dont la capitale est Bordeaux. De 1972 au 31 décembre 2015, elle a appartenu à la région Poitou-Charentes, dont le chef-lieu était Poitiers.

### Instances judiciaires
Mirambeau dépend du tribunal d'instance de Jonzac, du tribunal de grande instance de Saintes, et de la cour d'appel de Poitiers. Elle dépend par ailleurs du tribunal pour enfants de Saintes, du conseil de prud'hommes de Saintes, du tribunal administratif de Poitiers et de la cour administrative d'appel de Bordeaux.

### Fiscalité locale
| Taxe                                                | part communale | Part intercommunale | Part départementale | Part régionale |
| --------------------------------------------------- | -------------- | ------------------- | ------------------- | -------------- |
| Taxe d'habitation (TH)                              | 6.64 %         | 4.80 %              | 6.75 %              | 0.00 %         |
| Taxe foncière sur les propriétés bâties (TFPB)      | 13.70 %        | 5.44 %              | 13.28 %             | 3.32 %         |
| Taxe foncière sur les propriétés non bâties (TFPNB) | 41.42 %        | 4.57 %              | 27.65 %             | 8.63 %         |
| Taxe professionnelle (TP)                           | 13.13 %        | 1.59 %              | 8.85 %              | 2.51 %         |

La part régionale de la taxe d'habitation n'est pas applicable.
La taxe professionnelle est remplacée en 2010 par la cotisation foncière des entreprises (CFE) portant sur la valeur locative des biens immobiliers et par la contribution sur la valeur ajoutée des entreprises (CVAE) (les deux formant la contribution économique territoriale (CET) qui est un impôt local instauré par la loi de finances pour 2010).

### Jumelages
Au 7 mai 2012, Mirambeau n'est lié par aucun accord de jumelage.

## Population et société

### Démographie

#### Évolution démographique
L'évolution du nombre d'habitants est connue à travers les recensements de la population effectués dans la commune depuis 1793. Pour les communes de moins de 10 000 habitants, une enquête de recensement portant sur toute la population est réalisée tous les cinq ans, les populations de référence des années intermédiaires étant quant à elles estimées par interpolation ou extrapolation. Pour la commune, le premier recensement exhaustif entrant dans le cadre du nouveau dispositif a été réalisé en 2004.

En 2022, la commune comptait 1 532 habitants, en évolution de +3,03 % par rapport à 2016 (Charente-Maritime : +4,04 %, France hors Mayotte : +2,11 %).
| 1793  | 1800  | 1806  | 1821  | 1831  | 1836  | 1841  | 1846  | 1851  |
| ----- | ----- | ----- | ----- | ----- | ----- | ----- | ----- | ----- |
| 2 119 | 2 060 | 1 955 | 2 336 | 2 395 | 2 414 | 2 378 | 2 302 | 2 290 |

| 1856  | 1861  | 1866  | 1872  | 1876  | 1881  | 1886  | 1891  | 1896  |
| ----- | ----- | ----- | ----- | ----- | ----- | ----- | ----- | ----- |
| 2 359 | 2 299 | 2 384 | 2 404 | 2 277 | 2 189 | 2 148 | 2 095 | 2 010 |

| 1901  | 1906  | 1911  | 1921  | 1926  | 1931  | 1936  | 1946  | 1954  |
| ----- | ----- | ----- | ----- | ----- | ----- | ----- | ----- | ----- |
| 1 951 | 1 987 | 1 877 | 1 751 | 1 770 | 1 744 | 1 675 | 1 565 | 1 520 |

| 1962  | 1968  | 1975  | 1982  | 1990  | 1999  | 2004  | 2006  | 2009  |
| ----- | ----- | ----- | ----- | ----- | ----- | ----- | ----- | ----- |
| 1 480 | 1 541 | 1 364 | 1 344 | 1 409 | 1 461 | 1 452 | 1 454 | 1 502 |

| 2014  | 2019  | 2022  | - | - | - | - | - | - |
| ----- | ----- | ----- | - | - | - | - | - | - |
| 1 475 | 1 500 | 1 532 | - | - | - | - | - | - |

#### Pyramide des âges
La population de la commune est relativement âgée.
En 2018, le taux de personnes d'un âge inférieur à 30 ans s'élève à 27,9 %, soit en dessous de la moyenne départementale (29 %). À l'inverse, le taux de personnes d'âge supérieur à 60 ans est de 40,1 % la même année, alors qu'il est de 34,9 % au niveau départemental.
En 2018, la commune comptait 732 hommes pour 764 femmes, soit un taux de 51,07 % de femmes, légèrement inférieur au taux départemental (52,15 %).
Les pyramides des âges de la commune et du département s'établissent comme suit.
| Hommes | Classe d’âge | Femmes |
| ------ | ------------ | ------ |
| 1,2    | 90 ou +      | 3,4    |
| 11,3   | 75-89 ans    | 13,3   |
| 25,3   | 60-74 ans    | 25,7   |
| 19,2   | 45-59 ans    | 17,4   |
| 12,5   | 30-44 ans    | 14,8   |
| 14,9   | 15-29 ans    | 12,4   |
| 15,5   | 0-14 ans     | 13,1   |

| Hommes | Classe d’âge | Femmes |
| ------ | ------------ | ------ |
| 1,1    | 90 ou +      | 2,6    |
| 10,1   | 75-89 ans    | 12,6   |
| 22     | 60-74 ans    | 23,2   |
| 20,1   | 45-59 ans    | 19,7   |
| 16,1   | 30-44 ans    | 15,6   |
| 15,2   | 15-29 ans    | 12,7   |
| 15,4   | 0-14 ans     | 13,6   |

### Enseignement
Mirambeau dépend de l'académie de Poitiers (zone A). La commune compte une école maternelle (deux classes à la rentrée 2011 : petite/moyenne section et moyenne/grande section) et une école élémentaire (cinq classes à la rentrée 2011 : CP, CE1, CE2, CM1 et CM2).
Les élèves du second cycle sont orientés vers le collège Didier Daurat, dans le quartier de la cité Pechèvre, en centre-ville. L'établissement dispose d'un centre de documentation et d'information (CDI), d'une salle informatique, d'un foyer proposant des activités périscolaires et d'un restaurant scolaire.
Les lycées les plus proches sont situés à Jonzac, Pons et Blaye.

### Santé et sécurité
La commune dispose de deux cabinets médicaux (médecine généraliste, dentiste, infirmières), de deux kinésithérapeutes et d'un cabinet de dentiste indépendant, auxquels viennent s'ajouter deux pharmacies et une maison de retraite. Mirambeau a accueilli en outre par le passé, une association chargée d'aider les personnes atteintes d'autisme. Baptisée ABA-17, elle promeut la méthode dite analyse du comportement appliquée.
Le centre hospitalier le plus proche est situé à Jonzac, ville qui concentre également des médecins spécialisés et une antenne de la médecine du travail.
La sécurité des biens et des personnes est assurée par un bureau de police municipale et par une brigade de gendarmerie. Un centre de secours des pompiers est habilité à intervenir en cas d'urgence.

### Sports
La commune dispose d'un stade municipal (stade cantonal de Mirambeau) où évolue le FCCM (Football-Club du canton de Mirambeau). Issu du regroupement des clubs de Mirambeau, Courpignac et Boisredon avec l'USSTBC (Union Sportive de Saint-Thomas-de-Conac, Saint-Bonnet-sur-Gironde, Saint-Ciers-du-Taillon) en 2005, le FCCM compte trois équipes (A,B et C). L'équipe A évolue en deuxième division depuis la saison 2006/2007.
Mirambeau dispose d'une piscine cantonale, gérée par le Syndicat Intercommunal du canton de Mirambeau. Elle se compose de trois bassins : un bassin olympique, adapté aux compétitions sportives, un bassin ludique et une pataugeoire pour les plus petits.
La commune dispose en outre d'un gymnase cantonal utilisé par les élèves du collège et d'un terrain de basket, le club de basket-ball s'appelle le SAM Mirambeau, de courts de tennis et d'un dojo.
Parmi les clubs sportifs présents dans la commune figurent également une association de gymnastique volontaire, le judo-club Kiaï-Katana, le club de karaté, le club nautique de Mirambeau (natation et water-polo), le Haute-Saintonge athlétisme et le Mirambeau tennis de table.

### Médias

#### Télévision
L'émetteur de Bordeaux-Bouliac permet la réception des 19 chaînes gratuites de la télévision numérique terrestre (TNT) dont le décrochage régional de France 3 Aquitaine, France 3 Bordeaux-Métropole. Le décrochage régional de France 3 Poitou-Charentes souffre de perturbations par voie hertzienne dans cette partie du département depuis le passage de la région Poitou-Charentes au « tout numérique » en octobre 2010 (l'émetteur le plus proche étant celui de Pons, de portée limitée) ; il reste accessible par satellite, par l'intermédiaire du bouquet gratuit Fransat, ainsi que sur la plupart des réseaux ADSL. L'émetteur de Bordeaux-Bouliac diffuse également une chaîne de télévision locale, TV7 Bordeaux. Cet émetteur de forte puissance a débuté la diffusion d'un multiplex permettant la réception de chaînes de télévision haute définition (HD).

#### Radio
La plupart des radios nationales présentes dans le département peuvent être écoutées dans la commune. Les informations départementales sont relayées par la station de radio publique France Bleu La Rochelle; cependant, France Bleu Gironde peut également être reçue sans difficultés. Les stations de radio locales pouvant être écoutées dans la commune sont principalement Wit FM (généraliste, émettant depuis Bordeaux) et Mixx radio (techno, dance et musiques électroniques, émettant depuis Cognac et reprise par le réémetteur de Jonzac).

#### Presse
La presse locale est représentée par le quotidien Sud Ouest, dont le siège est à Bordeaux, ainsi que par l'hebdomadaire Haute Saintonge, dont le siège est à Jonzac.

#### Internet haut débit
Un répartiteur téléphonique est implanté sur la commune, et est dégroupé par au moins un opérateur alternatif.

### Cultes
Mirambeau appartient au diocèse catholique de La Rochelle et Saintes, lui-même subdivision de la province ecclésiastique de Poitiers depuis 2002 (de la province ecclésiastique de Bordeaux avant cette date) et au doyenné de Haute-Saintonge. La paroisse est comprise dans le secteur pastoral Saint-Martin, centré sur Mirambeau.

## Économie

### Revenus de la population et fiscalité
En 2009, le revenu fiscal médian par ménage était de 14 173 €, ce qui plaçait Mirambeau au 29 128e rang  parmi les 31 604 communes de plus de 50 ménages en métropole.

### Emploi
Le nombre d'emplois dans la zone de Mirambeau était, selon les statistiques de l'Insee, de 814 en 2008, un chiffre en nette augmentation depuis 1999, où ils n'étaient que 614. Le nombre d'actifs ayant un emploi dans la zone est également en constante augmentation, et est passé de 489 en 1999 à 560 en 2008.
La commune abrite une population un peu moins active que la moyenne nationale (41,8 % contre 45,2 %), avec un taux d'activité des 20-59 ans à peu près conforme aux chiffres nationaux (82 % contre 82,2 %). En prenant pour base un taux d'activité des 15-64 ans, les chiffres de l'Insee donnent 71,9 % d'actifs en 2008, un chiffre en progression par rapport à 1999 (68,3 %).
Les catégories socio-professionnelles les mieux représentées sont les employés (32,2 %), suivis des ouvriers (28,2 %), des professions intermédiaires (17,4 %), des artisans, commerçants et chefs d'entreprises (8 %), des professions intermédiaires (5,4 %) et des cadres et professions intellectuelles (7,9 %). Les agriculteurs restent une composant importante de la population active (8,1 %), un chiffre bien supérieur à la moyenne nationale (2,4 %).
Le taux de chômage des 15-64 ans était de 13,5 % en 1999, taux sensiblement supérieur aux résultats en France métropolitaine à cette époque (8,9 %). Il a sensiblement décru depuis, pour se stabiliser à 9,1 % en 2008, restant cependant un peu au-dessus des résultats nationaux (8 %). La part des femmes parmi les chômeurs était conséquente en 1999 (26,4 %), et reste importante en 2007 (17,3 %), malgré une remarquable décrue.Les actifs forment la principale composante de la population (71,9 %), suivis par les retraités (13,6 %) et les jeunes scolarisés et les étudiants (4,7 %).
La commune abrite des ateliers de réinsertion professionnelle, gérés par une association baptisée « Les jardins de la réussite »

### Entreprises et commerces
La commune est au cœur d'un bassin d'emploi à dominante rurale, la zone d'emploi de Jonzac-Barbezieux-Saint-Hilaire (issue de l'ancienne zone d'emploi Sud-Charentes, qui regroupait de nombreuses communes du pays de Haute-Saintonge et du pays Sud Charente). Elle est un des principaux pôles économiques de cette partie du département, et est le centre d'un bassin de vie regroupant de nombreuses communes de son canton. La commune subit néanmoins l'influence forte de la ville voisine de Jonzac, modeste mais dynamique poumon économique du Sud-Saintonge, tandis que nombre d'actifs effectuent quotidiennement des déplacements pendulaires, partant travailler dans les grandes agglomérations de la région (Saintes, Royan, mais également Bordeaux, métropole régionale et principal pôle économique) avant de regagner leurs foyers le soir venu.
201 établissements étaient recensés par les services de l'Insee au 31 décembre 2009, essentiellement de très petites entreprises : 27,4 % ont des effectifs compris entre 1 et 9 salariés, 9 % ont plus de 9 salariés. Le secteur du commerce et des services est largement prédominant, représentant à lui seul 46,8 % du total. L'agriculture vient en second (27,4 %), loin devant la construction (7,5 %) et l'industrie (6,5 %). Le tourisme est également un secteur en pleine progression, du fait de la proximité des stations balnéaires de la côte de Beauté et des exploitations viticoles de Cognac et du Bordelais.
La commune abrite une zone d'activité (ZA de la Grange à Prévaud) de 81 620 mètres carrés. Cette dernière réunit de nombreuses entreprises, un supermarché Super U, et des boutiques spécialisées. Les principaux employeurs de la commune sont le supermarché Super U (60 salariés), la société de transports Chaintrier (40 salariés) la fabrique de béton Girpav (35 salariés), l'entreprise de manchons d’imprimerie Axcyl (20 salariés) et la menuiserie métallique Metalit (25 salariés). Le centre-ville conserve en outre de nombreux commerces, bars et restaurants, une vieille quincaillerie datant de 1876 est toujours en activité. Enfin, le château a été reconverti en hôtel de standing (5 étoiles).

## Culture locale et patrimoine

### Lieux et monuments

#### Château de Mirambeau
Le château (propriété privée), dont l'existence est mentionnée dès le XIe siècle, est situé sur une hauteur dominant la cité de près de quarante mètres.

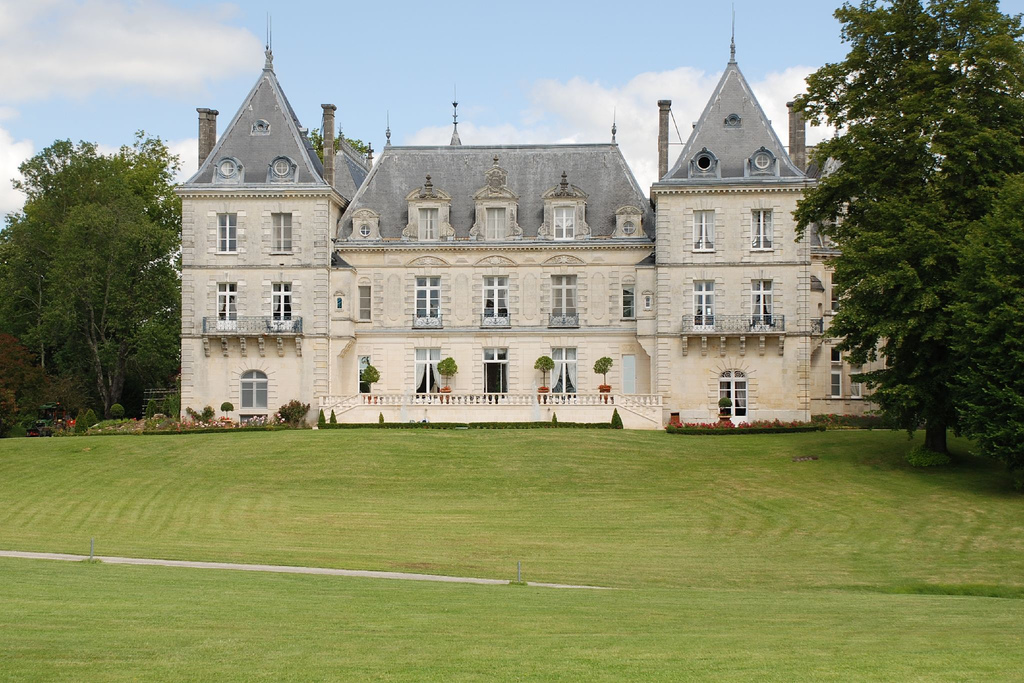
Façade principale du Château de Mirambeau (2007)

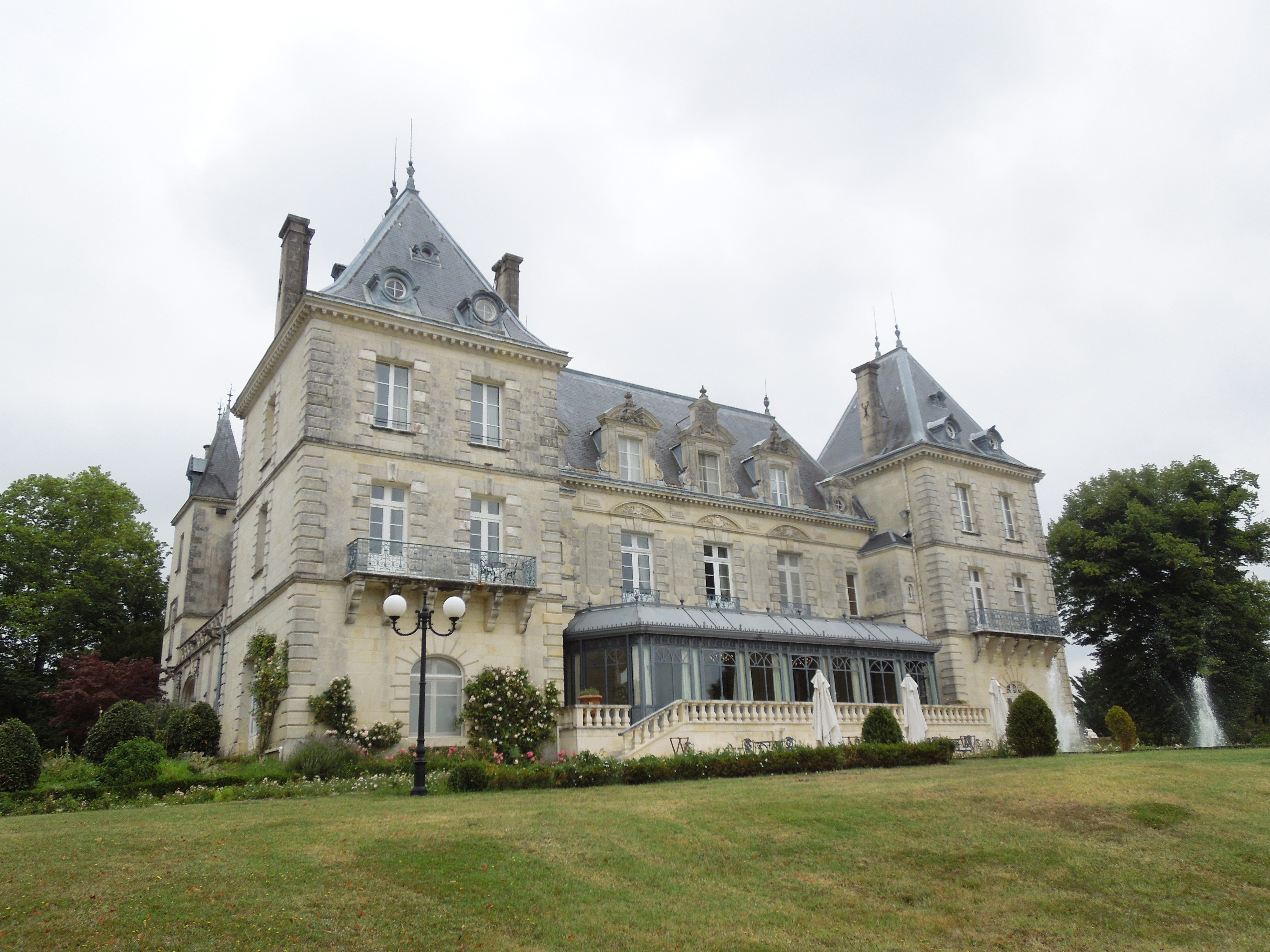
Façade ouest du Château de Mirambeau (2016)

L'ancienne forteresse médiévale était l'une des nombreuses places-fortes qui scandaient ces « marches » de Saintonge et de Guyenne. Elle appartient à Artaud de Mirambeau (ou de Mirambel) en 1083, puis, deux siècles plus tard, à Guilhem de Cheyning, lieutenant du roi-duc Édouard Ier. Particulièrement convoité au cours de la Guerre de Cent Ans, il passe alternativement aux mains des Français et des Anglo-Aquitains. En 1345, il est repris aux Français par Henry de Grosmont, comte de Derby, au cours de sa mémorable « chevauchée ». En 1415, la place de Mirambeau échoit au Français Jean II Harpedanne, sénéchal de Saintonge.
Dissimulé par un parc, le château n'est que difficilement visible depuis le centre-ville. Il ne conserve que peu d'éléments vraiment anciens, sinon un châtelet et un pan de courtines, refaits au XVIIe siècle. Le corps de bâtiment date essentiellement du XIXe siècle, et mêle styles néo-Louis XIII et néo-Renaissance. La chapelle, un peu en retrait, est de style néo-gothique.
Le château de Mirambeau est aujourd'hui reconverti en hôtel de haut standing, classé 5 étoiles. Il compte 22 chambres, un restaurant gastronomique et est entouré d'un parc de huit hectares et d'un jardin d'hiver.

#### Château Chotard
Cette demeure bourgeoise est construite en 1877 pour Alcide Chotard, homme d'affaires et banquier, venu s'installer dans la commune. S'inspirant de façon assez surprenante de l'architecture flamande, cette « folie » est composée d'un corps de bâtiment flanqué de deux pavillons surmontés de hauts pignons à redans. L'intérieur, aménagé dans le goût de l'époque, se voulait confortable et fonctionnel : il conserve des cheminées en marbre, des boiseries et des plafonds moulurés. Le château est entouré d'un parc à l'anglaise. Propriété privée, il ne se visite pas.

#### Église Notre-Dame-de-l'Assomption

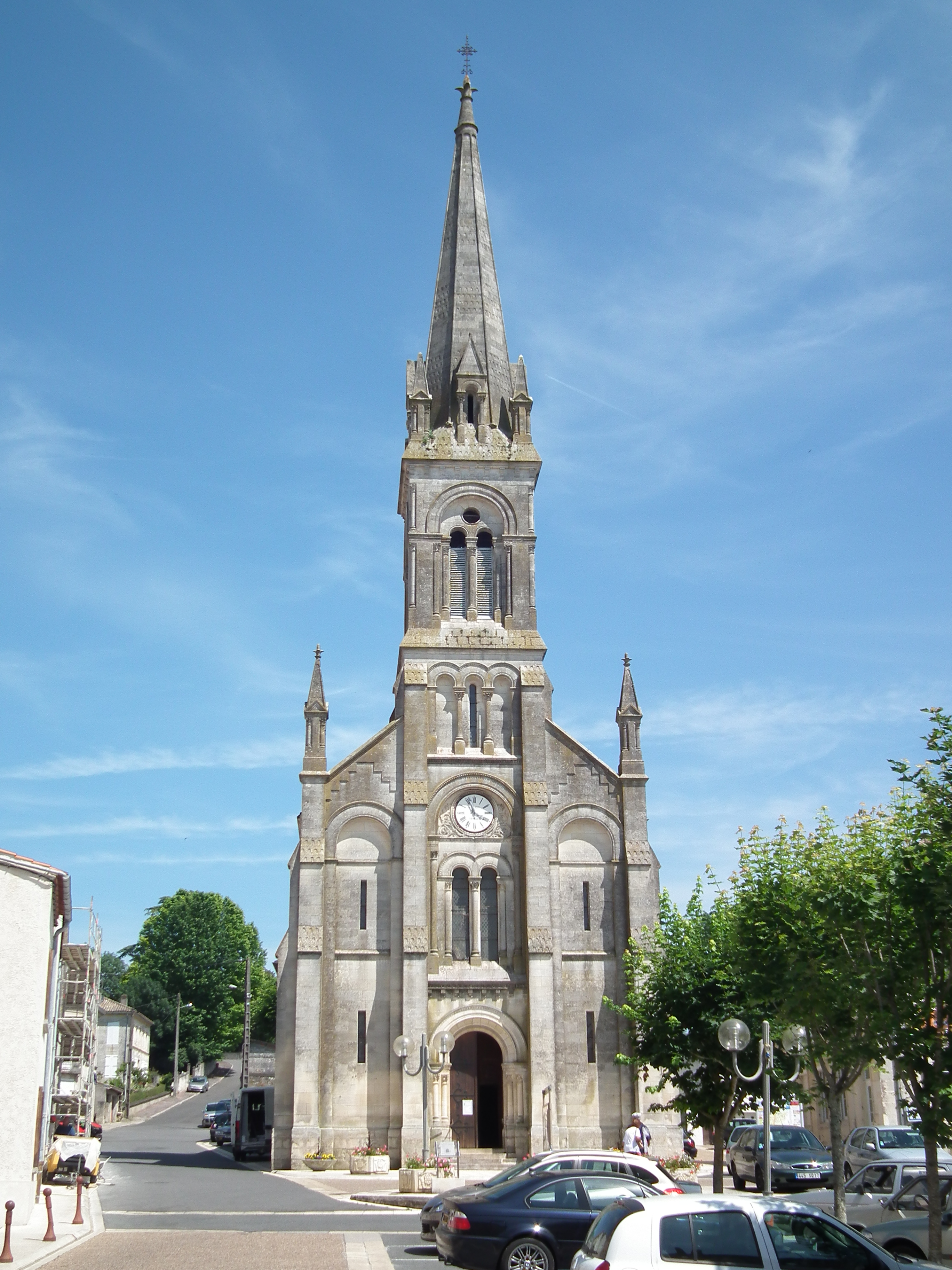
La façade de l'église Notre-Dame-de-l'Assomption, de style néo-roman.

L'église Notre-Dame-de-l'Assomption est située en centre-ville. Construite au XIXe siècle, elle remplace une ancienne chapelle des Récollets, devenue vétuste.
L'implantation d'un couvent de Pères Récollets intervient en 1715, afin de contrer l'influence des idées protestantes, de développer l'instruction religieuse et de « dire la maisse » (sic). Assumant le rôle d'église paroissiale pendant près de cent quinze ans, elle est dans un tel état de délabrement qu'en 1836, on renonce à l'idée de la remettre en état et qu'on préfère envisager une reconstruction totale. En 1841, la chapelle des Récollets est démolie, sans qu'une nouvelle église ait encore été édifiée. Il faut attendre 1856 pour que l'église actuelle sorte de terre : non sans mal, la nature du sol ayant forcé ses concepteurs à creuser des fondations de plus de trois mètres, afin de bien stabiliser l'édifice. Les voûtes sont posées en 1857, mais la façade et le clocher ne sont élevés qu'à partir de 1875. Enfin, en 1889, le chœur et le transept sont décorés de fresques dans des tons bleu et or. Au total, plus de 100 000 francs auront été nécessaires à l'achèvement de l'église, somme payée en partie grâce à une souscription, mais aussi grâce à une généreuse contribution de la famille Duchâtel, propriétaire du château à cette époque.
L'église est de style néo-roman. En forme de croix latine, elle se compose d'un vaisseau unique couvert d'une voûte en plâtre, en anse de panier, d'un transept peu saillant et d'une abside hémicylindrique. La façade, d'une belle élévation, est composée de trois registres verticaux et se distingue par la présence d'un clocher-porche inspiré de l'architecture romane, surmonté d'une élégante flèche en pierre cantonnée de pinacles. L'intérieur conserve des boiseries, au niveau du chœur, une peinture représentant l'Immaculée Conception, exécutée dans le style du peintre espagnol Bartolomé Murillo, ainsi qu'une Crucifixion, dons de l'empereur Napoléon III, qui visite cette église en 1860.
Le croisillon sud abrite une statue de la Vierge à l'Enfant en bois peint et doré, classée aux monuments historiques depuis le 8 mars 1994, tandis que près de l'entrée se trouvent des fonts baptismaux du XVIIe siècle, en pierre avec décors en relief, vestiges de l'ancienne chapelle des Récollets. Ornés notamment de têtes d'anges, ils sont également classés aux monuments historiques depuis le 30 septembre 1911.

#### Église Saint-Martin
L'église Saint-Martin est située à Petit-Niort, ancienne commune ayant fusionné avec Mirambeau peu après la Révolution. Cette ancienne église priorale et paroissiale est une des rares du département à conserver des éléments pré-romans. Le mur nord de la nef est en effet en petit appareil, et présente la particularité d'être percé d'une petite baie en plein cintre dotée d'un claustrum, c'est-à-dire d'une fenêtre en pierre ajourée, caractéristique d'une époque où le verre était l'apanage des paroisses les plus riches.

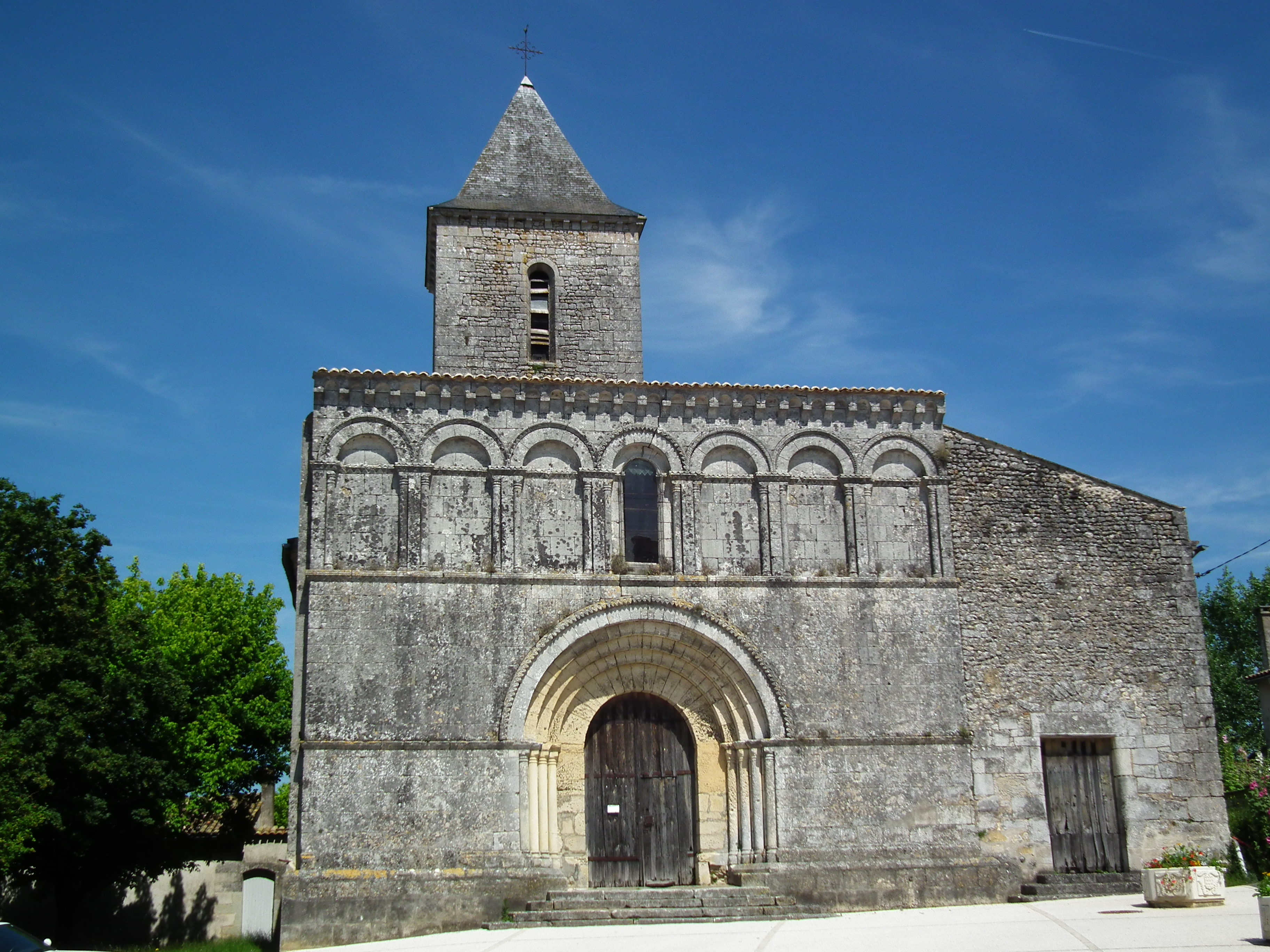
Façade de l'église Saint-Martin, caractéristique du premier art roman saintongeais.

La crypte, assez fruste, voûtée en berceau, est également typique de ce type d'architecture. Une charte de cette époque permet de savoir que l'église est alors une dépendance de l'abbaye de Savigny, en Normandie. Partiellement reconstruite entre le XIe et le XIIe siècle, qui voit fleurir une forme particulière d'art roman appelé « roman saintongeais », elle est notamment dotée d'une façade avec portail unique à cinq voussures et à cordon double, surmonté d'une série d'arcatures et de modillons.
Des modifications importantes sont apportées à l'édifice au XVe siècle, soit qu'il ait été victime de dégâts pendant la Guerre de Cent Ans (la région de Mirambeau, aux portes de la Guyenne, ayant été le théâtre d'âpres combats), soit que l'usure du temps ait imprimé trop fortement sa marque. Le chœur est modifié, et un collatéral dit « de la Vierge » est édifié au sud : il présente des baies au remplage compliqué, avec soufflets et mouchettes, caractéristique du gothique flamboyant. L'intérieur est divisé en trois vaisseaux par de grosses piles carrées. Seuls le chœur et la chapelle sud sont voûtés, le reste étant couvert d'une charpente apparente, de facture assez grossière.
L'église est classée au titre des monuments historiques en 2002. Elle n'est ouverte au public qu'à de rares occasions, en raison de l'état de l'édifice, très dégradé et en attente de restauration.

#### Lavoir des Sept Fonds
Ce lavoir a été restauré en 1997.

#### Aux alentours
Les environs de Mirambeau recèlent de nombreux sites touristiques. Au Nord-Ouest, aux villages et petits ports pittoresques du bord d'estuaire (Saint-Thomas-de-Conac, Saint-Fort-sur-Gironde, Port-Maubert, Mortagne ou encore Talmont-sur-Gironde) succèdent les stations balnéaires de la côte de Beauté, dont Royan, ville d'art et d'histoire, est la plus célèbre et la plus fréquentée. Dans l'intérieur des terres, de nombreux villages sont renommés pour leurs églises romanes.

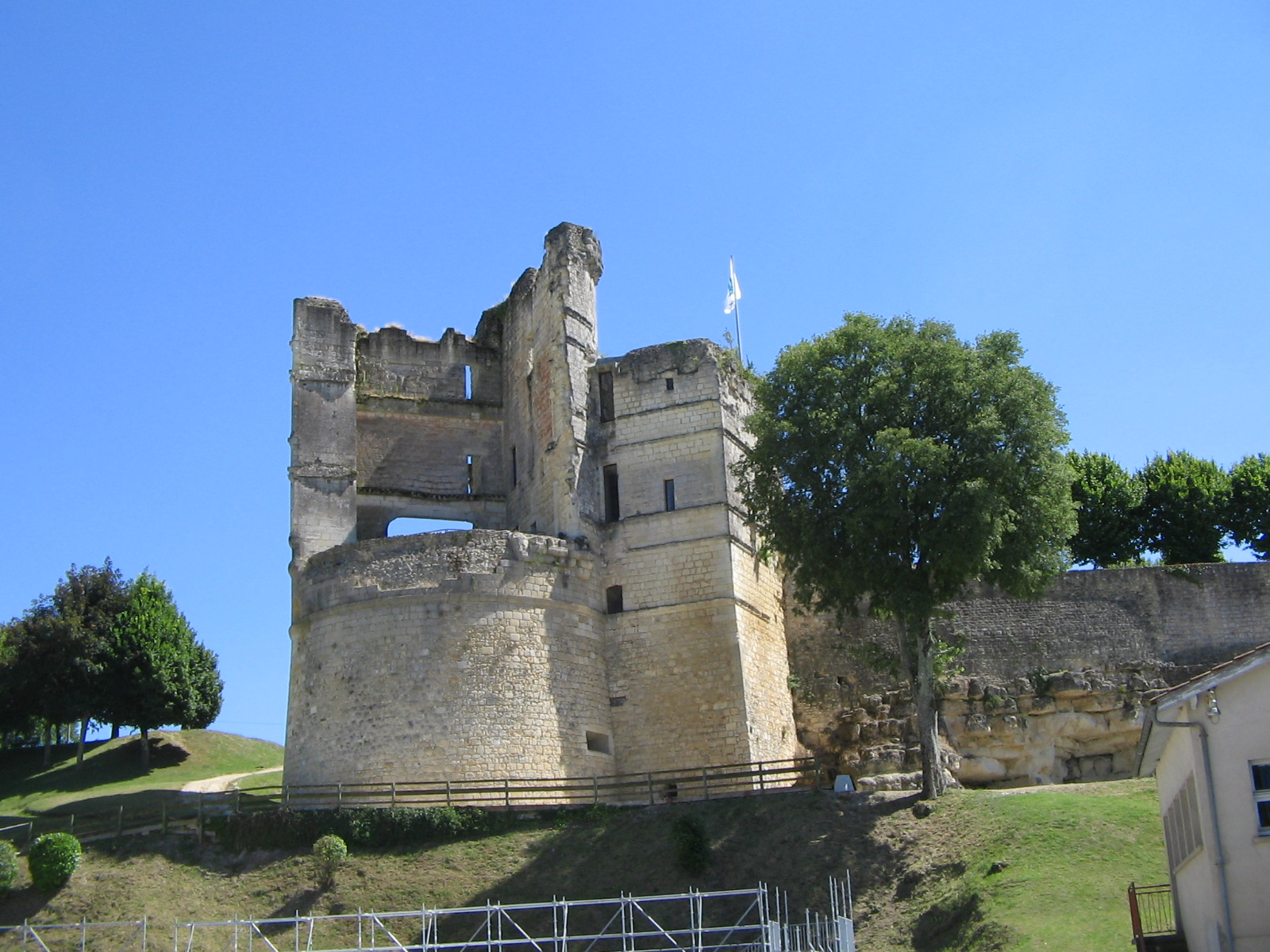
Les ruines du château fort de Montguyon, à 35 kilomètres au Sud de Mirambeau.

À une dizaine de kilomètres à l'Est de Mirambeau, la petite cité de Jonzac est une station thermale, abritant par ailleurs un complexe touristique comprenant un lac artificiel, un centre de remise en forme et un casino, les Antilles de Jonzac. Non loin de là, Pons est une cité médiévale renommée, conservant notamment un imposant donjon et un hôpital des pèlerins classé au patrimoine mondial de l'humanité. À l'opposé, en s'enfonçant au sud de la Haute Saintonge, s'étend la région des Trois Monts: Montendre, dominée par son château, aux portes d'une vaste pinède, la forêt de la Double; Montguyon, avec les ruines romantiques de son château fort à-demi effondré, et Montlieu; vient ensuite Saint-Aigulin, petite cité coquette, aux confins du Périgord.
Enfin, au Sud de Mirambeau, répondant au vignoble de Cognac, s'étend le domaine des vins de Bordeaux (côtes-de-blaye), où de nombreuses propriétés proposent des dégustations de leurs produits. Centre névralgique de cette avenante région viticole, la ville de Blaye est connue pour sa citadelle, monumentale œuvre de Vauban, classée au patrimoine mondial de l'humanité par l'Unesco.

### Patrimoine culturel

#### Langue saintongeaise

Aire linguistique du Saintongeais.

La commune est située dans l'aire linguistique du saintongeais, un dialecte faisant partie de la famille des langues d’oïl, branche des langues romanes, qui comprend également le français, l’angevin le picard et le poitevin avec lequel il est souvent regroupé dans un domaine plus vaste, le poitevin-saintongeais.
Le saintongeais  (saintonjhais) est la langue vernaculaire parlée en Saintonge ainsi que dans une partie de l'Aunis, de l'Angoumois, mais aussi dans quelques enclaves de Guyenne (Pays Gabay ou Grande Gavacherie, Petite Gavacherie autour de Monségur dans l'Entre-deux-Mers et enclave du Verdon, en Médoc). On l’appelle parfois aussi le charentais ou encore le patois charentais. Les locuteurs sont dits patoisants.
Le saintongeais a fortement influencé l’acadien et en conséquence, par ricochet, le cadien ; quant au québécois, il a été influencé par les parlers tels que le normand, le francien et le saintongeais.
La langue saintongeaise présente de nombreux traits communs avec des langues telles que le cadien ou l'acadien, ce qui s'explique par les origines saintongeaises d'une partie des émigrants vers la Nouvelle-France au XVIIe siècle.

#### Gastronomie

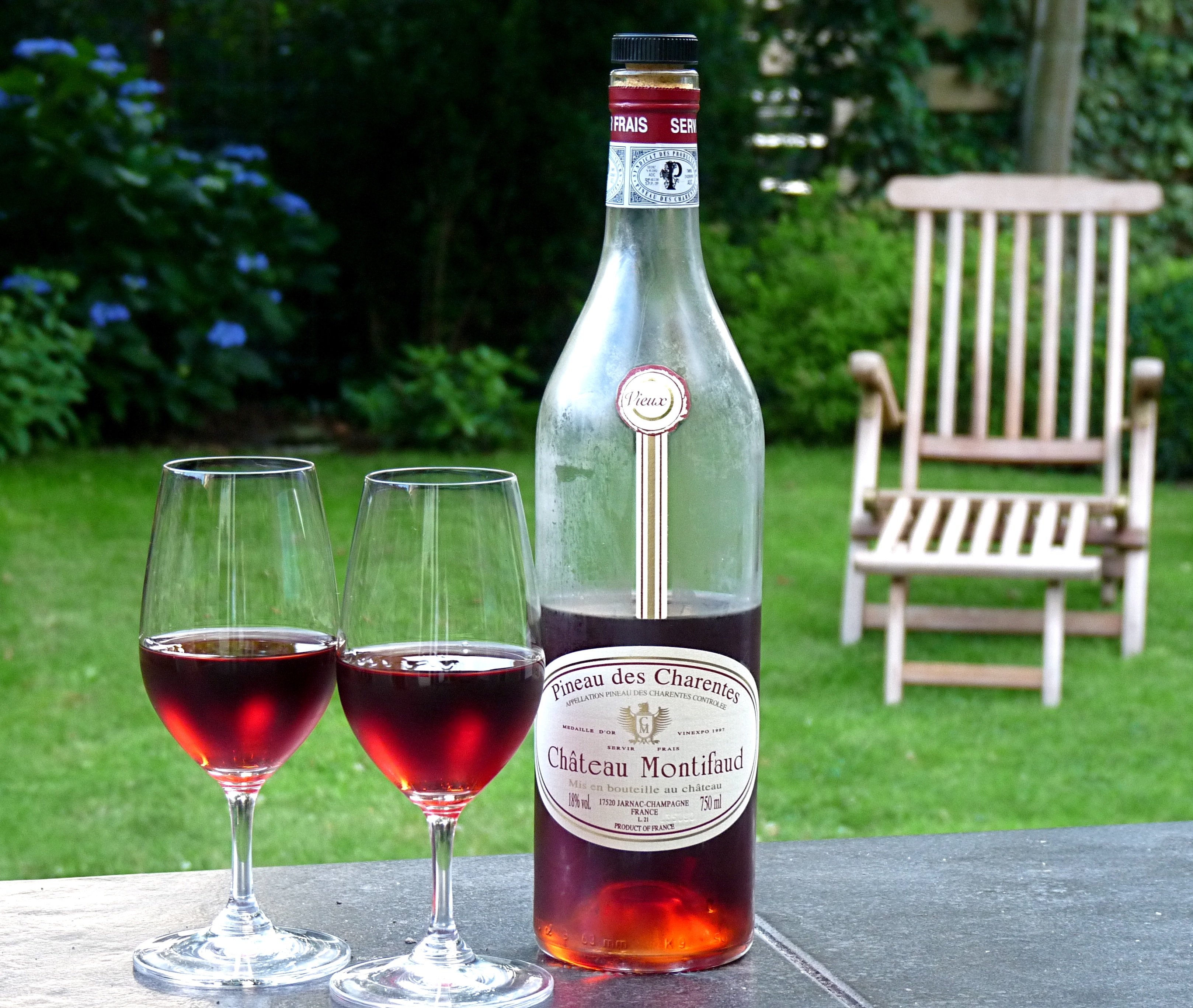
Le pineau des Charentes est un vin de liqueur produit traditionnellement dans la région.

La gastronomie saintongeaise est principalement axée sur trois types de produits : les produits de la terre, les produits de la mer et les produits de la vigne.
Les préparations à base de viande de porc occupent une place prépondérante dans la cuisine régionale : ainsi des gratons ou des grillons, sortes de rillettes à base de viandes rissolées et confites dans leur graisse, du gigorit (ou gigourit), un civet mêlant sang, gorge, foie et oignons, ou de la sauce de pire, à base de fressure, d'oignons et de vin blanc de pays.
La cuisine saintongeaise intègre tout naturellement de nombreuses recettes à base de « cagouilles », le nom local de l'escargot petit-gris. Animal tutélaire de la Saintonge, il est notamment cuisiné « à la charentaise », c'est-à-dire cuit dans un court-bouillon agrémenté de vin blanc, d'ail et de mie de pain.

Zone de production du cognac et du pineau.

Parmi les autres spécialités locales, il convient de noter également les pibales (alevins d'anguille pêchés dans la Gironde, spécialité de Mortagne et de Blaye), les huîtres de Marennes-Oléron, les sardines de Royan, les « thyeusses de gueurnouilles » (cuisses de grenouilles), la « sanglette », une galette préparée à base de sang de poulet et d'oignons cuits, le farci saintongeais (variante du farci poitevin), le lapin au pineau, le foie gras ou encore les confits.
Les desserts traditionnels sont issus de la cuisine paysanne : millas (gâteau à la farine de maïs, qu'on retrouve dans une grande partie du Sud-Ouest de la France), galette charentaise, au beurre Charentes-Poitou, ou encore « merveilles » (beignets).
Les vignes de la région servent à la confection d'eaux-de-vie réputées, telles que le pineau des Charentes et plus encore, le cognac. La commune de Mirambeau est ainsi intégralement située dans la zone de production des « fins bois ».
En passant la limite administrative avec le département de la Gironde et la région Nouvelle-Aquitaine, on entre dans le domaine des vins de Bordeaux, et plus particulièrement des côtes-de-blaye.

#### Associations
Le tissu associatif de la commune couvre de nombreux domaines : la culture (Unesco Mirambeau, association pour la mise en valeur de l'église de Petit-Niort, Mirambeau peintures et loisirs, association Lire chez nous, Mirambeau événements…), l'action caritative (Base alimentaire mirambeaulaise, aide à la personne à travers l'association Entraide multiple…), l'animation (club des aînés ruraux "l'âge d'or" affilié générations mouvements 17, etc.) ou encore le développement (Union des commerçants et industriels…).

### Personnalités liées à la commune
- Jean II Harpedanne : chambellan du roi de France et sénéchal de Saintonge, seigneur de Mirambeau à partir de 1415.
- Charles Jacques Nicolas Duchâtel : haut fonctionnaire et homme politique, pair de France. Propriétaire du château. Mort à Mirambeau le 24 septembre 1844.
- Jean-Pierre Boisgiraud (1793-1859), physicien et chimiste, doyen de la Faculté des sciences de Toulouse.
- Tanneguy Duchâtel (1803-1867) : homme politique, plusieurs fois ministre, il contribue, par ses donations, à la modernisation de la ville.
- Pierre Siré : avocat et homme de lettres né en 1900 à Mirambeau, il est l'auteur du roman « Le Fleuve impassible », ode à la Gironde.

### Héraldique
| Blason de Mirambeau | Blason  | De gueules au lion d’or armé, lampassé et couronné d’azur. DeviseEx urbe ejecit hostem (Il chasse l'ennemi hors de la ville). |
| Blason de Mirambeau | Détails | La devise de la ville est celle de la famille Duchâtel. Le statut officiel du blason reste à déterminer.                      |

## Pour approfondir